# Palazzo Ducale (Mantova)

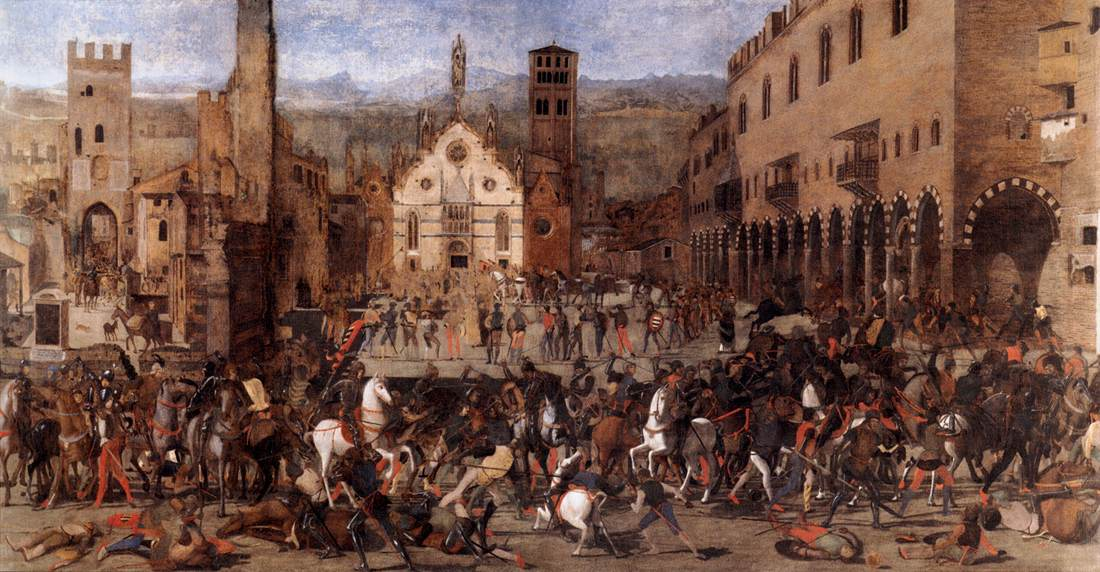
Domenico Morone, La Cacciata dei Bonacolsi (Mantova, Museo di Palazzo Ducale)

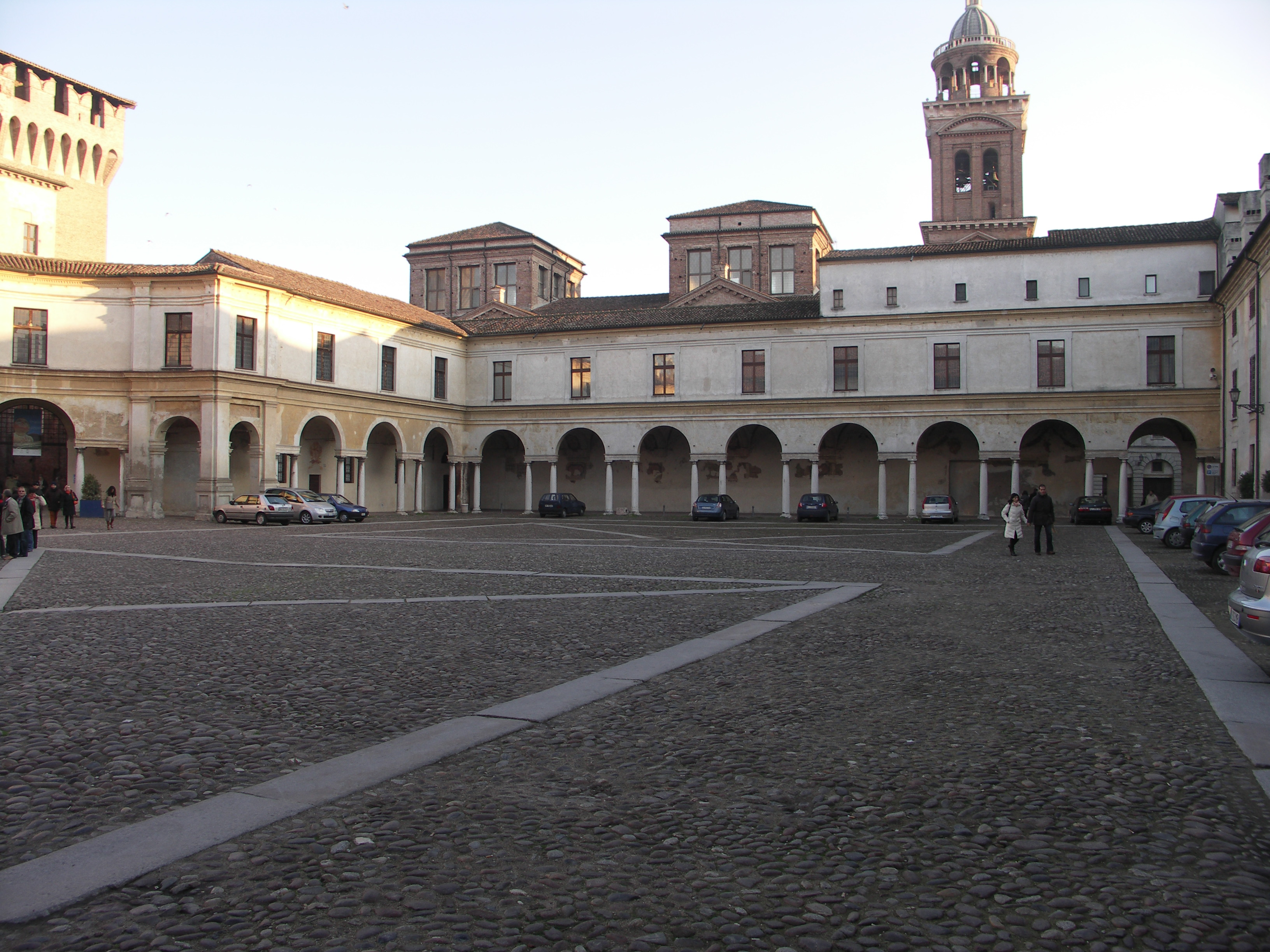
Piazza Castello e il campanile di Santa Barbara nel Palazzo Ducale

Il Palazzo Ducale di Mantova, noto anche come reggia dei Gonzaga, è uno dei principali edifici storici cittadini.
Dal 1308 è stata la residenza ufficiale dei signori di Mantova, i Bonacolsi, e quindi la residenza principale dei Gonzaga, signori, marchesi ed infine duchi della città virgiliana.

Ospitava il Gonzaga dominante del tempo, sua moglie, il figlio legittimo primogenito e gli altri figli legittimi sino alla maggiore età nonché gli ospiti importanti.

Assunse la denominazione di Palazzo Reale durante la dominazione austriaca a partire dall'epoca di Maria Teresa d'Austria regnante.
Ogni duca ha voluto aggiungere un'ala per sé e per le proprie opere d'arte, il risultato è un'area di più di 35.000 m² che ne fanno una delle regge più estese d'Europa dopo i palazzi del Vaticano, il Palazzo del Louvre, la Reggia di Versailles, la Reggia di Caserta, la Reggia di Venaria Reale, il Palazzo Buckingham, il Castello di Fontainebleau, il Palazzo d'Inverno o ancora il Palazzo Reale di Stoccolma. Ha più di 500 stanze e racchiude 7 giardini e 8 cortili.

## Storia

### Epoca bonacolsiana e gonzaghesca
Ambienti distinti e separati tra loro furono costruiti in epoche diverse a partire dal XIII secolo, inizialmente per opera della famiglia Bonacolsi successivamente su impulso dei Gonzaga. Fu il duca Guglielmo ad incaricare il prefetto delle Fabbriche Giovan Battista Bertani perché collegasse i vari edifici in forma organica così da creare, a partire dal 1556, un unico grandioso complesso monumentale e architettonico, uno dei più vasti d'Europa (34.000 m² circa), che si estendeva tra la riva del lago Inferiore e Piazza Sordello, l'antica Piazza di San Pietro. Morto Bertani nel 1576, l'opera fu proseguita da Bernardino Facciotto che completò l'integrazione di giardini, piazze, loggiati, gallerie, esedre e cortili, fissando definitivamente l'aspetto della residenza ducale.

Nei quattro secoli di dominazione gonzaghesca la reggia si espanse gradualmente, sia coll'aggiunta di nuove costruzioni, sia modificando quelle esistenti. Si formarono diversi nuclei che presero il nome di:
- Corte Vecchia, comprendente gli edifici più antichi verso piazza Sordello
- Domus Nova, edificata da Luca Fancelli
- Corte Nuova, di fronte al lago, costruita da Giulio Romano e successivamente ampliata dal Bertani e dal Viani
- Basilica palatina di Santa Barbara, costruita dal Bertani.

Del complesso facevano parte anche alcuni edifici e cortili demoliti, tra i quali la Palazzina della Paleologa (abbattuta nel 1899) e il Teatro di corte.

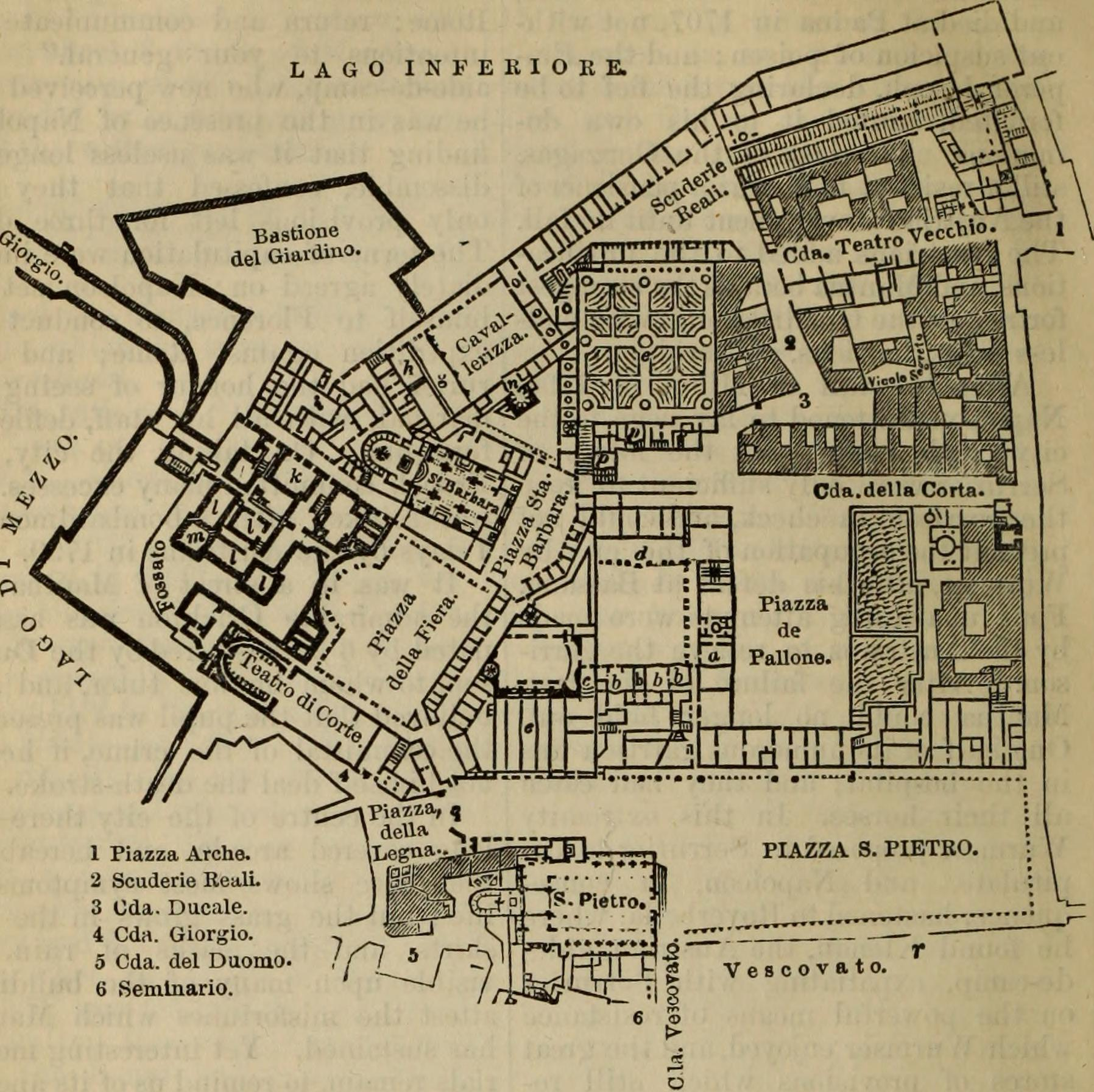
Mappa del Palazzo Ducale di Mantova del 1870

L'interno del palazzo è quasi spoglio poiché, in seguito a ristrettezze finanziarie, i Gonzaga, iniziando dal duca Ferdinando, alienarono opere d'arte (soprattutto a Carlo I d'Inghilterra) e arredi. Ulteriori spoliazioni furono causate dal sacco di Mantova del 1630 e dalle sottrazioni dell'ultimo duca Ferdinando Carlo di Gonzaga-Nevers, riparato a Venezia nel 1707.

### Epoca asburgica
Con il governatore imperiale Filippo d'Assia-Darmstadt, nel 1716, il palazzo fu nuovamente ancorché parzialmente arredato con dipinti, sculture e arredi provenienti dalle ex residenze ducali dei Pico a Mirandola, il cui ultimo duca Francesco Maria II,nel 1706, era stato dichiarato decaduto per “fellonia” dall'imperatore Giuseppe I d'Asburgo.
Persa la sua funzione di Corte polifunzionale al servizio della famiglia dominante, il palazzo si vide spogliato di funzioni e significato per tutto il periodo di dominio asburgico e francese e poi nuovamente fino alla fine della dominazione austriaca nel 1866. Assunse sempre più funzioni militari come cardine della piazzaforte che era diventata la città di Mantova. Tra gli ambienti destinati a uso militare era incluso quasi totalmente il Castello di San Giorgio, adibito dalle autorità austriache anche a carcere, dove furono reclusi i patrioti italiani tra i quali alcuni dei Martiri di Belfiore.

### Museo di Palazzo Ducale
Con l'annessione di Mantova al Regno d'Italia, il Palazzo divenne parte del Patrimonio Nazionale. Nel 1887 la "parte monumentale" del complesso architettonico che aveva costituito la corte gonzaghesca venne presa in carico dal Ministero della Pubblica Istruzione, evento che consentì nello stesso anno le prime visite pubbliche al palazzo. Si può datare al 10 ottobre 1887 l'inizio della funzione museale quando fu istituito un regolare registro giornaliero dei visitatori, ancorché non paganti.
Al principio del Novecento il palazzo venne sottoposto a una prima imponente campagna di restauri, che interessò soprattutto le strutture medievali: il palazzo del Capitano, la Magna Domus, il castello di San Giorgio. A supporto dei restauri intrapresi, a fianco del sostegno economico di Comune e Provincia, operò la Società per il palazzo Ducale, associazione filantropica fondata nel 1902.
L'11 marzo 1915 finalmente venne stipulata la Convenzione fra lo Stato e le istituzioni locali per la fondazione del Museo nel Palazzo Ducale di Mantova. L’atto riconosceva e confermava la proprietà delle opere d'arte al Comune o all’Accademia Virgiliana, ma ne consentiva la collocazione nelle sale della reggia gonzaghesca, il complesso d'edifici più prestigioso per la loro esposizione e fruizione da parte del nascente turismo culturale.
Nel XX secolo furono numerose donazioni e legati testamentari tra le quali meritano menzione quelle di Annibale Norsa (1916), Virgilio Scarpari Forattini (1921-1924), Maria Ottolini e Mario Musante (1955), Eleonora Cibele Buris (1958), Ugo Dolci (1959) e Nerina Mazzini Beduschi (1968).

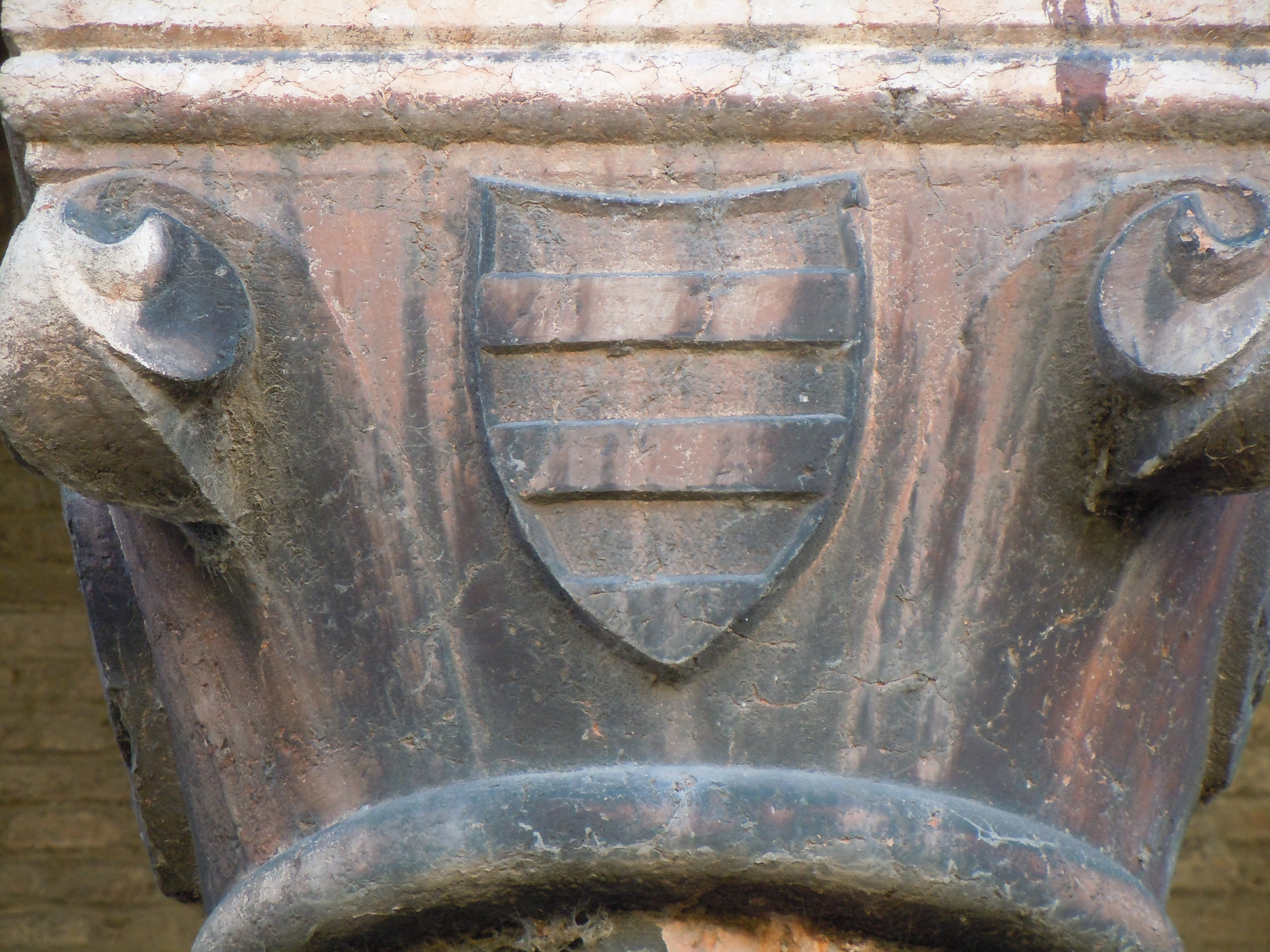
Stemma dei Bonacolsi o dei Gonzaga su una colonna di Palazzo Ducale

Nel corso del XXI secolo il complesso monumentale di Palazzo Ducale fu colpito da eventi sismici di una intensità inusuale. I terremoti dell'Emilia del 2012 provocarono inizialmente danni ad alcune sale del palazzo gonzaghesco (Sala di Manto, Galleria dei Mesi, Corridoio del Bertani). Il palazzo, chiuso dal 20 maggio 2012
, fu successivamente riaperto alla visite turistiche solo parzialmente, dovendosi procedere a importanti opere di ripristino in Corte Nuova, l'ala del palazzo maggiormente danneggiata dalle scosse telluriche. Ben più gravi risultarono i danni causati dalle scosse del 29 maggio che, oltre a peggiorare le lesioni risalenti alla scossa del 20, colpirono il campanile della Basilica palatina di Santa Barbara e il Castello di San Giorgio, nel quale, anche se marginalmente, fu danneggiata la celeberrima Camera degli Sposi di Andrea Mantegna.
A seguito dei lavori di consolidamento del Castello di San Giorgio, la Camera degli Sposi fu riaperta alle visite solo il 3 aprile 2015. Contemporaneamente fu allestita l'esposizione della collezione di Romano Freddi, industriale mantovano, ceduta in comodato gratuito comprendente un centinaio di opere d'epoca gonzaghesca tra le quali una tavola di Giulio Romano e allievi e il frammento della pala del La Trinità adorata dalla famiglia Gonzaga di Rubens che ritrae Francesco IV.

### Visitatori
Nel 2011 i visitatori di Palazzo Ducale furono 220.143 che nel 2012 si ridussero a 160.634 a causa degli eventi sismici del 20 e 29 maggio che imposero un percorso di visita ridotto, senza Castello di San Giorgio e Camera degli Sposi. A fine giugno 2016, in occasione di "Mantova Capitale italiana della cultura 2016", i visitatori avevano già sfiorato i 200.000. A fine 2016 si registrarono 367 470 visitatori. Nel 2023 sono stati registrati circa 287.000 visitatori.

## Il complesso
L'insieme architettonico di Palazzo Ducale colpisce per le sue dimensioni (35.000 m² con oltre 1000 ambienti) e la complessità dei suoi corridoi interconnessi tanto che fu definito "città-palazzo".

### Corte Vecchia
La corte vecchia è il nucleo più antico del palazzo con gli edifici medievali del palazzo del Capitano e della Magna Domus affacciati su piazza Sordello.

#### Palazzo del Capitano e Magna Domus
Il palazzo del Capitano è l'edificio più antico del palazzo Ducale voluto da Guido Bonacolsi sul finire del Duecento. Inizialmente costruito su due piani e separato dalla Magna Domus da un vicolo, nei primi anni del Trecento fu rialzato di un piano ed unito alla stessa Magna Domus dalla monumentale facciata con portico, sostanzialmente rimasta tale fino ad oggi. Il secondo piano aggiunto è costituito da un unico enorme salone (m 67x15) detto Dell'Armeria, appellato anche come Salone della Dieta, in quanto ospitò la Dieta di Mantova del 1459. Tale insigne ambiente è ora abbandonato e bisognoso di restauro.

#### Il ciclo di Pisanello

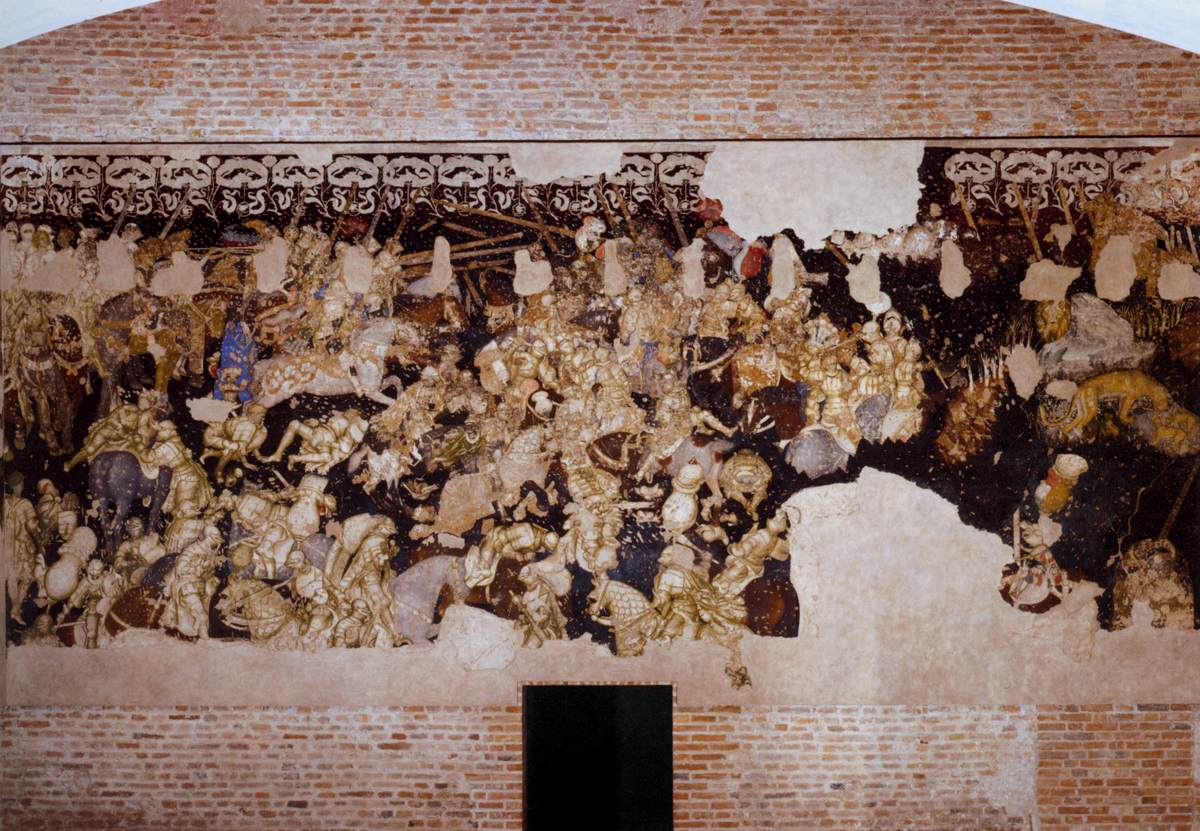
Pisanello, Torneo-battaglia di Louvezerp

Antonio Pisano, detto il Pisanello, dipinse nel 1433 e nel 1437 nella sala che oggi porta il suo nome un maestoso ciclo di affreschi di soggetto cavalleresco arturiano, avente per soggetto la battaglia di Louverzep, che aveva lo scopo di glorificare il casato del committente Gianfrancesco Gonzaga, anch'egli raffigurato nel dipinto. Questi affreschi raccontano l'epopea di Re Artù le cui storie erano molto popolari all'epoca perché costituivano il paradigma del comportamento cavalleresco.
Questo ciclo di affreschi non fu mai completato per ragioni che rimangono sconosciute. Gli affreschi furono già coperti alla fine del '500 con decorazioni in finto marmo e nel 1701 con un fregio che riportava i ritratti dei Gonzaga dal primo Luigi all'ultimo Ferdinando Carlo, tanto che l'ambiente fu denominato Sala dei Principi. Intorno al 1810, sopra i fregi, ci fu un ulteriore aggiornamento in chiave neoclassica. Gli affreschi furono riscoperti e restaurati, grazie al sovrintendente Giovanni Paccagnini, tra il 1965 e il 1970. Paccagnini infatti intuì che la Sala dei Principi nascondeva le vestigia di un ciclo pittorico di grande valore, da tracce che emergevano nel sottotetto. Oggi le sale del Pisanello accolgono frammenti degli affreschi e le relative sinopie preparatorie.

#### Appartamento di Isabella d'Este in Corte Vecchia

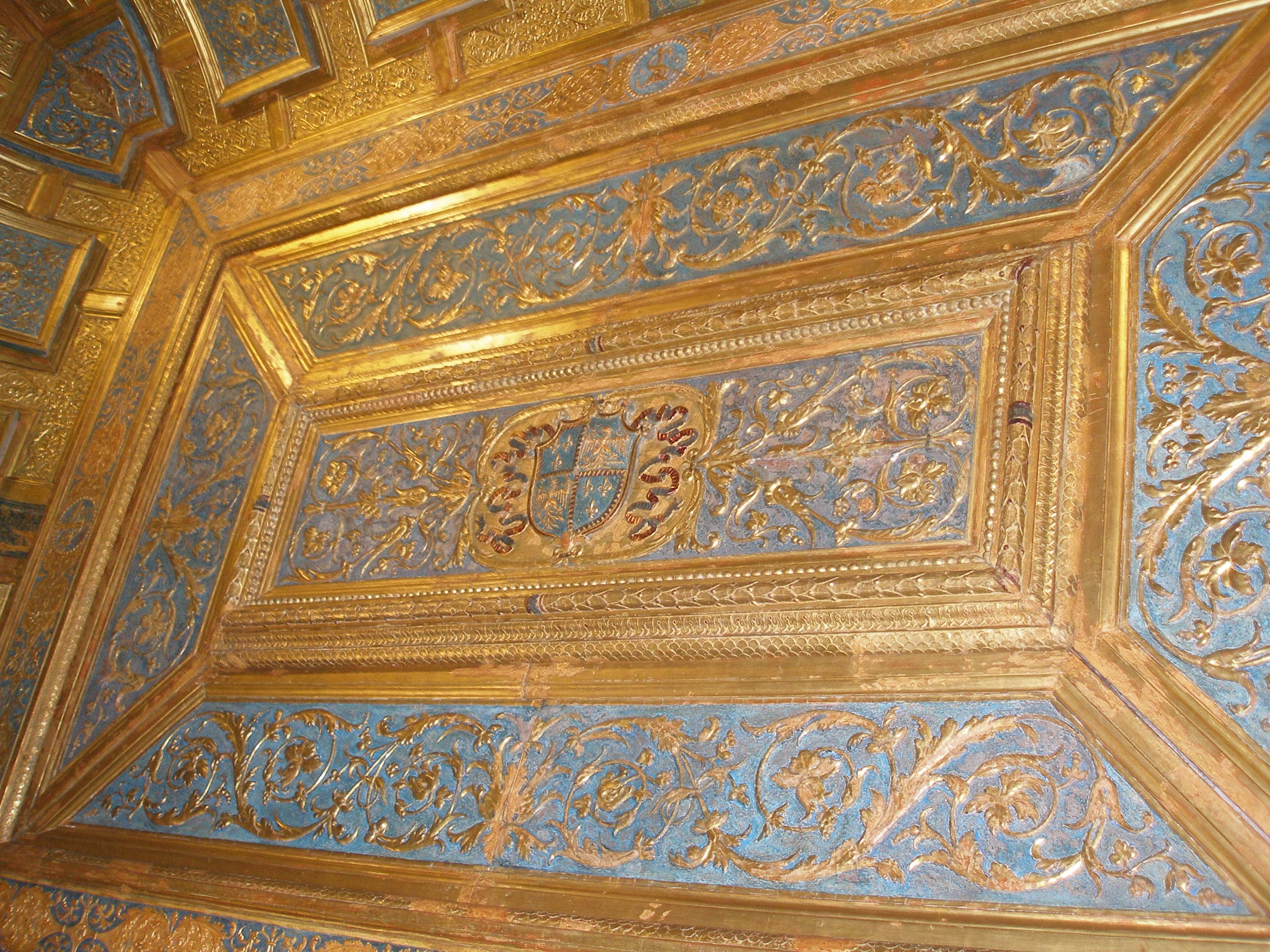
Soffitto dello studiolo con lo stemma di Isabella d'Este

Corte Vecchia riacquistò un suo nuovo prestigio quando nel 1519 Isabella d'Este lasciò la dimora nel Castello e si trasferì al piano terreno di questo antico settore della reggia gonzaghesca, nell'appartamento detto vedovile. L'appartamento di Isabella era costituito da due ali ora divise dall'ingresso al Cortile d'Onore.  Nell'ala della Grotta, più privata, con la principessa si trasferirono gli arredi lignei e le collezioni d'arte dei due celebri studioli,  la grotta e lo studiolo. Quest'ultimo conteneva dipinti, conservati al Museo del Louvre, provenienti dallo Studiolo di Castello commissionati tra il 1496 e il 1506 al Mantegna (Parnaso e Trionfo della Virtù), a Lorenzo Costa il Vecchio (Isabella d'Este nel regno di Armonia e Regno di Como) e al Perugino (Lotta tra Amore e Castità) ai quali si aggiunsero opere del Correggio (Allegoria del vizio e Allegoria della virtù). Altro celebre ambiente di questa ala è la "Camera Granda" o "Scalcheria" affrescata nel 1522 dal mantovano Lorenzo Leonbruno. L'appartamento comprendeva altre sale nell'ala detta di "Santa Croce" dal nome di un'antica chiesa di epoca matildica sui resti della quale furono ricavati ambienti di rappresentanza come la Sala delle Imprese Isabelliane, la Sala Imperiale o Sala del Camino, la Sala delle Calendule, la Sala delle Targhe e la Sala delle Imprese. È parte integrante dell'Appartamento della Grotta anche il Giardino Segreto.
Santa Croce vecchia era una piccola chiesa, come usava nel periodo storico a cavallo dell'anno mille. La sua esistenza è testimoniata da un documento del 10 maggio 1083 sottoscritto da Matilde di Canossa. Attigua ai primi edifici del futuro palazzo Ducale, probabilmente fu la chiesa palatina dei Bonacolsi e dei Gonzaga, ma la ben nota passione edificatoria di quest'ultima famiglia, portò alla demolizione dell'antico edificio. Debitamente autorizzato da papa Martino V, a procedere all'abbattimento della vecchia chiesa matildica, intorno all'anno 1421, fu Gianfrancesco Gonzaga che per compensazione, vicino al luogo originario, edificò una cappella di stile tardo gotico con stessa intitolazione, attualmente non più luogo di culto, comunque, ancorché ampiamente rimaneggiata, individuabile dal piccolo cortile d'accesso all'appartamento vedovile di Isabella d'Este.
Successivamente Guglielmo Gonzaga (1550-1587), trasformerà gli ambienti di Corte Vecchia creando il Refettorio affacciato sul Giardino Pensile e la Galleria degli Specchi destinata alla musica.

#### Sala dei fiumi, stanza degli arazzi, sala dello zodiaco

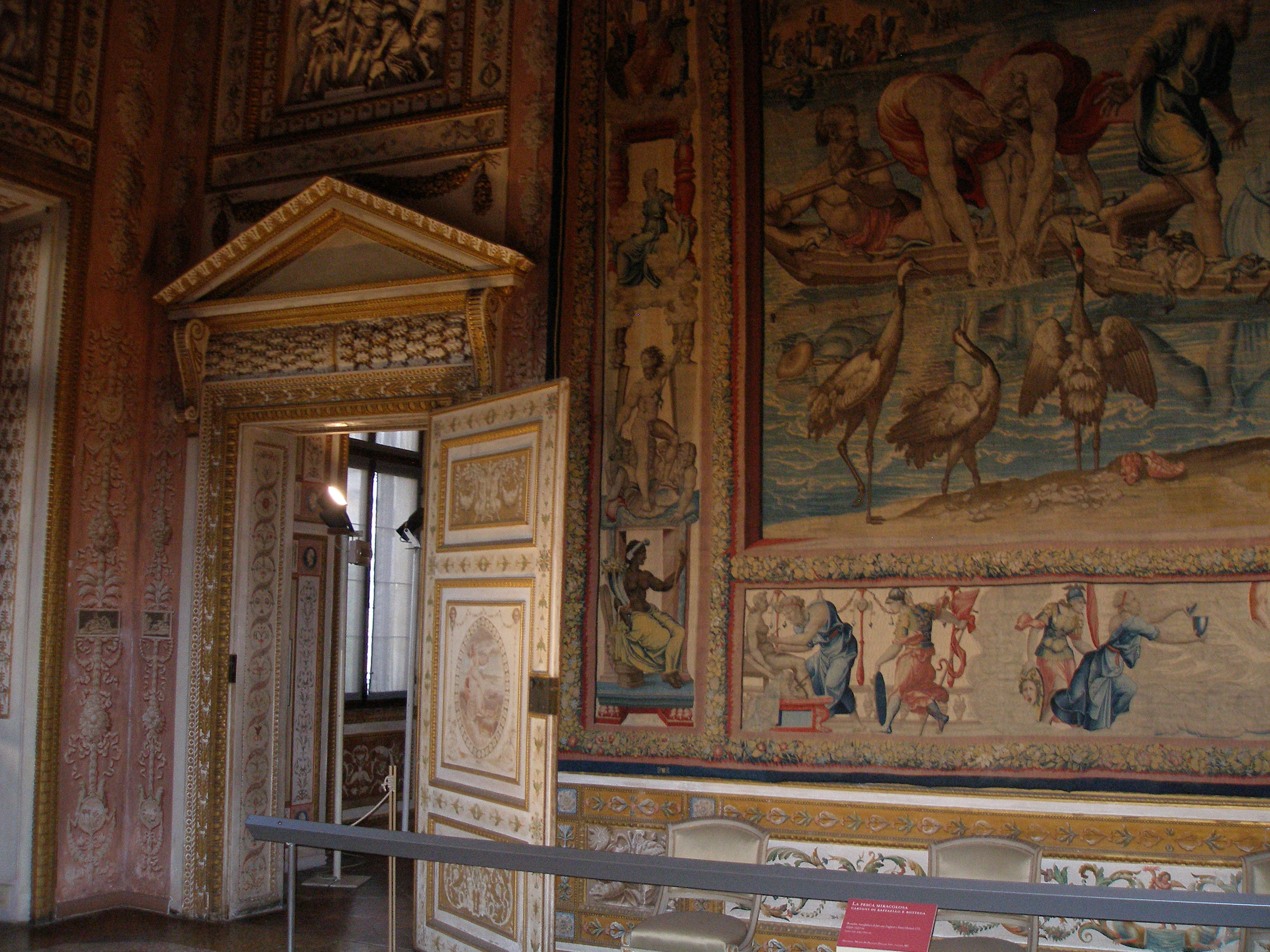
Una sala degli Arazzi

In epoca asburgica il Refettorio fu oggetto di una ristrutturazione che portò alla creazione della Sala dei Fiumi dove Giorgio Anselmi dipinse (1775 ca) sulle pareti alcuni giganti a rappresentare i fiumi del territorio mantovano.
Contemporaneamente fu realizzato l'Appartamento degli Arazzi composto da quattro sale. Sulle pareti di tre di queste sono stesi nove arazzi tessuti a mano nelle Fiandre  su cartoni con disegno preparatorio di Raffaello Sanzio, gli stessi utilizzati per i noti arazzi raffaelleschi conservati nella cappella Sistina in Vaticano. Furono acquistati a Bruxelles dal cardinale Ercole Gonzaga intorno al 1552 per arredare l'ambiente allora chiamato "Appartamento Verde". Con il testamento del 1563 il cardinale lasciò gli arazzi al nipote Guglielmo con il desiderio che gli stessi fossero d'ornamento della Basilica palatina di Santa Barbara dove rimasero per due secoli. Finiti dimenticati nei magazzini del Palazzo Ducale, furono restaurati del 1799 e collocati nell'appartamento per loro adattato.
La Sala dello Zodiaco che fu l'appartamento privato di Guglielmo Gonzaga, fu dipinta tra il 1579 e il 1580 da Lorenzo Costa il Giovane con l'aiuto dell'Andreasino. Oggi di questa originale decorazione permane il soffitto affrescato in quanto le pareti furono rimodernate in epoca napoleonica. La sala è anche detta di Napoleone I, in quanto fu la stanza da letto del Bonaparte.
La volta comprende il carro di Diana trainato da cani tra le costellazioni dello Zodiaco,  vede al centro la costellazione di Astrea vicino al carro di Diana ed è stata interpretata come un'allusione all'oroscopo del Duca stesso.
Il cratere (coppa) dei sacrifici e delle libagioni allude all'immortalità del casato Gonzaga. Il Corvo, uccello sacro ad Apollo, venne trasformato in costellazione dal dio. Il segno della Vergine, con la spiga in mano, assume le sembianze di Astrea e di Cerere ed è l'emblema di Vincenzo Gonzaga. Il firmamento ruota attorno al cocchio di Diana, trainato da una muta di cani. La dea, in stato di gravidanza, è la trasfigurazione di Eleonora d'Austria, moglie del duca di Mantova. Secondo la tradizione antica, lo Scorpione tiene tra le chele il segno della Bilancia.
L'ampia superficie del soffitto è dipinta con la tecnica dell'olio su intonaco e la volta è incannucciata.
L'attuale aspetto neoclassico delle pareti, decorate nelle lesene con candelabre dorate a motivi neoegizi (di Girolamo Staffieri) risale al periodo Napoleonico  (1813).
Sopra le porte sono collocati quattro pannelli di stucco imitanti il bronzo con altrettante allegorie: i) Napoleone riceve da Giove la spada di Marte, ii) l'Italia offre le Leggi a Napoleone iii) Napoleone accetta i prodotti della terra iv) Minerva presenta le arti e le scienze a Napoleone.

#### Appartamento della Guastalla
Collocato al piano superiore del Palazzo del Capitano, è così chiamato perché in esso trovò dimora Anna Isabella Gonzaga da Guastalla, moglie dell'ultimo duca Ferdinando Carlo di Gonzaga-Nevers. È composto da sei sale (tra cui la Sala degli Imperatori) con soffitti in legno che furono in parte modificate alla fine del XVI secolo. Alle pareti tracce di affreschi del Trecento. Tra le opere esposte, la lastra tombale di Alda d'Este in marmo, opera del 1381 di Bonino da Campione. Dagli inizi dell'Ottocento la figura scolpita era ritenuta di Margherita Malatesta.

L'appartamento è fiancheggiato dal lungo Corridoio di Passerino nel quale si dice fosse conservata la mummia di Passerino Bonalcosi, cacciato dai Gonzaga nel 1328.

#### Appartamento dell'imperatrice

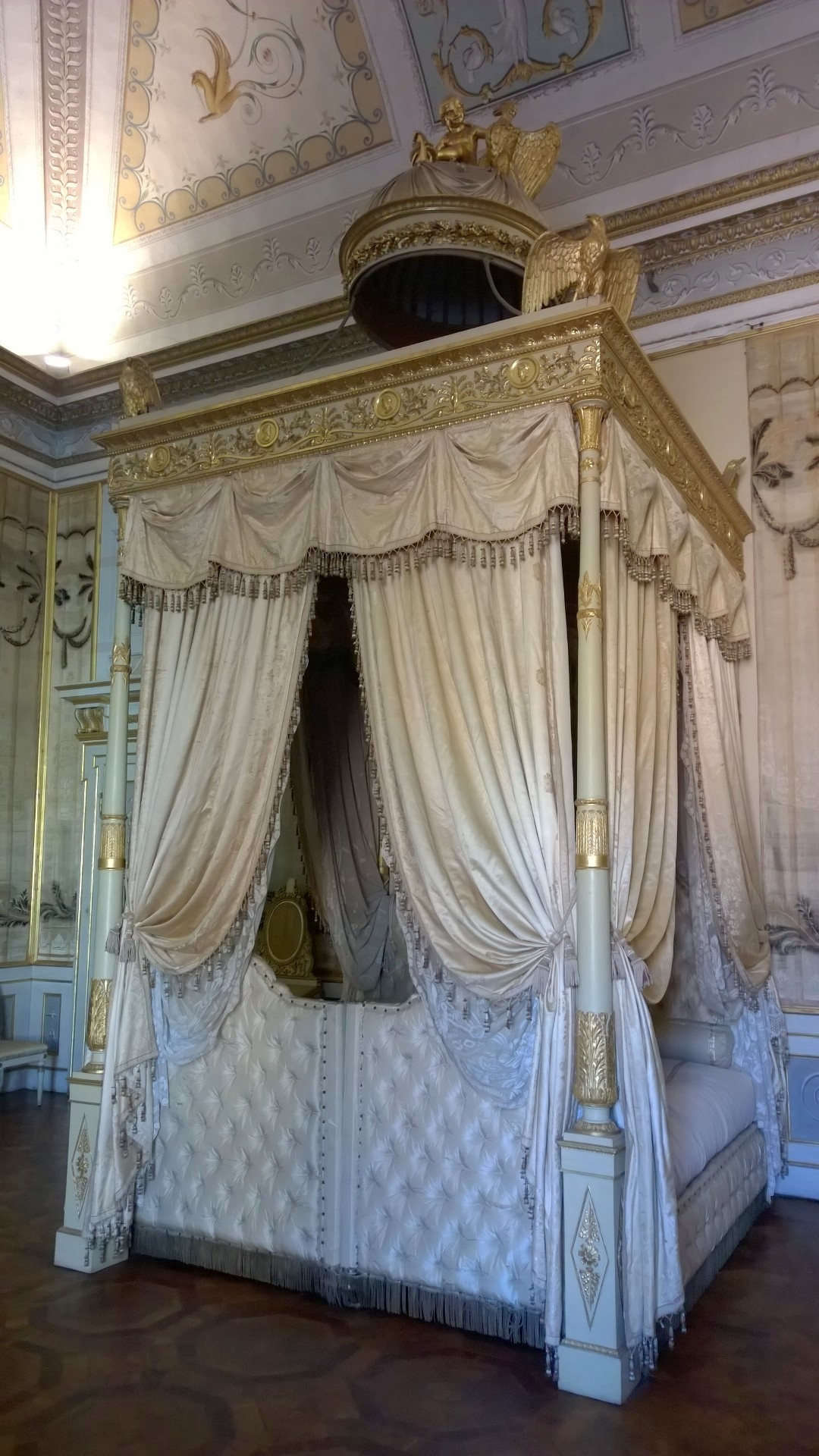
Letto a baldacchino nell'Appartamento dell'Imperatrice

Composto da nove stanze con mobili in stile impero è collocato al primo piano della "Magna Domus".  Fu allestito nel 1778 per Maria Beatrice d'Este, moglie di Ferdinando d'Asburgo-Este quinto figlio di Maria Teresa d'Austria e pertanto derivando la sua denominazione dal legame con la famiglia imperiale degli Asburgo. In queste stanze soggiornò altresì il principe Eugenio di Beauharnais, viceré del Regno d'Italia napoleonico, che nel 1810 vi fece portare da Milano il prezioso letto a baldacchino impreziosito con stoffe di Lione, ancora conservato nella camera da letto per il resto arredata con la mobilia d'epoca asburgica.

#### Appartamento di Guglielmo in Corte Vecchia
Composto da cinque stanze, comprendente il Giardino pensile.

#### Altre sale al piano nobile di Corte Vecchia

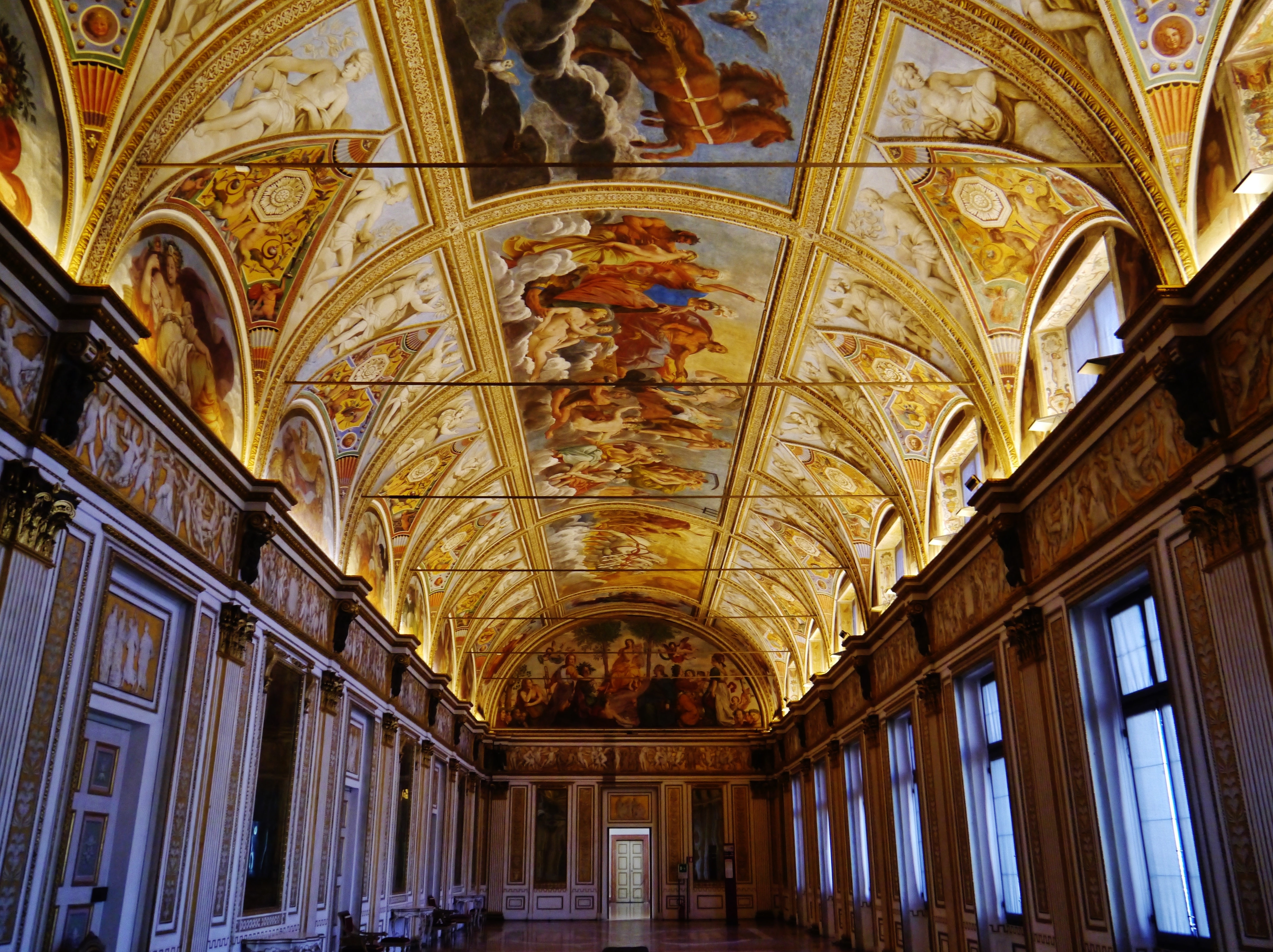
Sala degli specchi

- Sala del Morone, nella quale è collocato il dipinto Cacciata dei Bonacolsi di Domenico Morone (1494)
- Sala dei Papi
- Stanze dell'Alcova
- Galleria Nuova
- Cappella ducale
- Sala degli specchi, con decorazioni di Antonio Maria Viani
- Corridoio dei Mori, con decorazioni a stucco degli inizi del Seicento
- Stanzino dei Mori, con soffitto del 1580 nel quale risalta un tondo con Venere e amorini di Daniel van den Dyck, per alcuni anni (dal 1657 al 1662) fu prefetto delle Fabbriche dei Gonzaga[24]
- Camera dei Falconi, con decorazioni della seconda metà del XVI secolo
- Loggetta di Santa Barbara

### Domus Nova

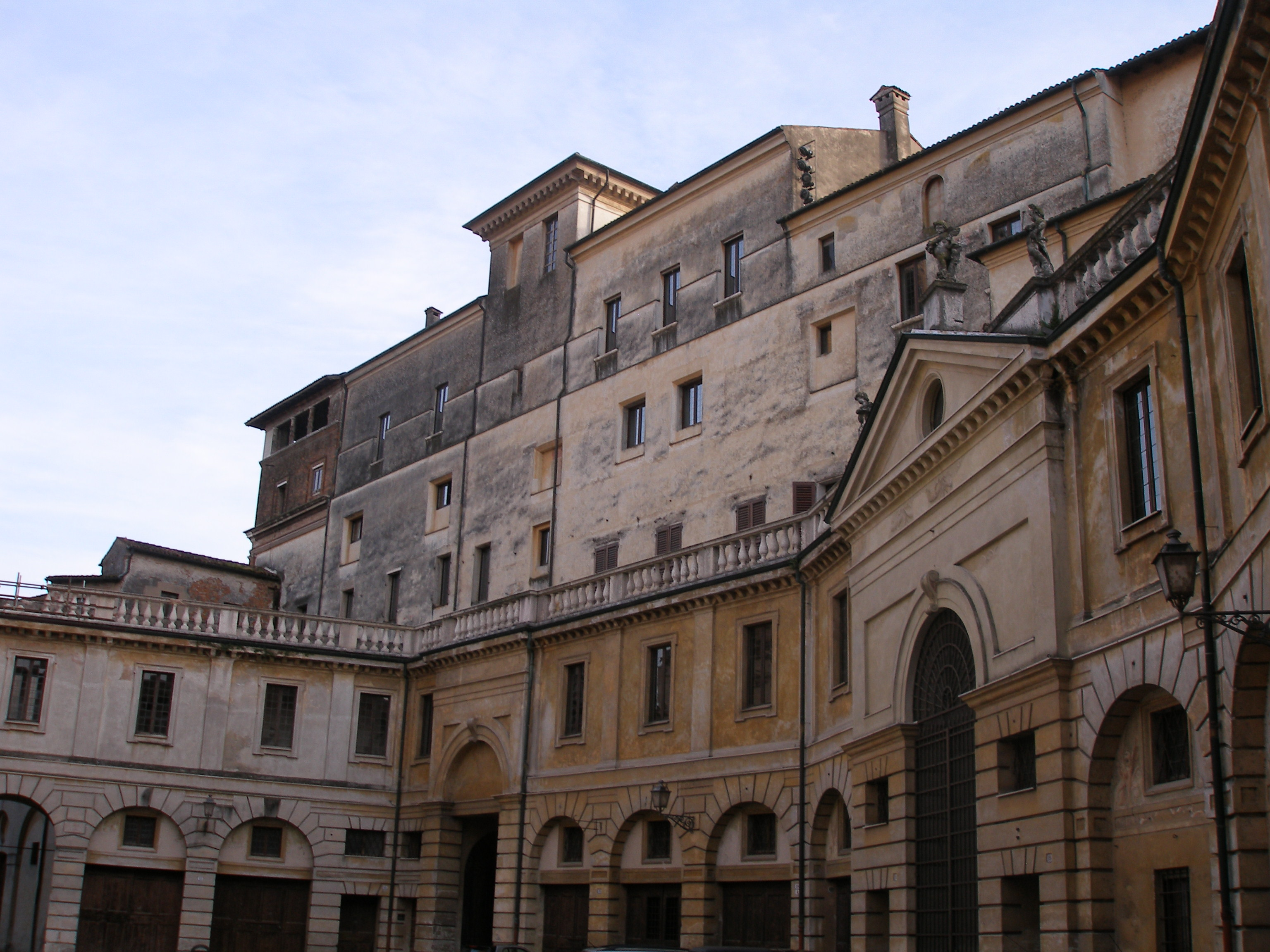
Domus Nova

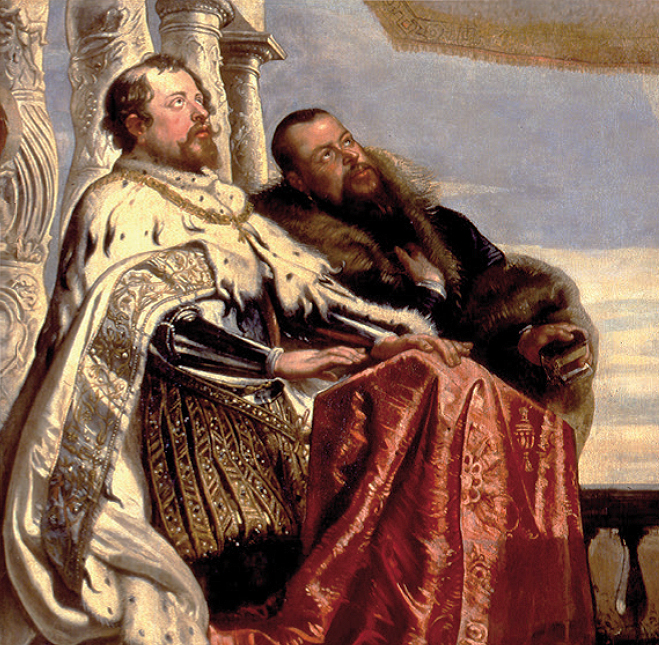
Trinità adorata dalla famiglia Gonzaga, Sala degli Arcieri, Vincenzo e Guglielmo Gonzaga

È l'architetto toscano Luca Fancelli a realizzare la Domus Nova (1480-84) che subirà, più di un secolo dopo su impulso del duca Vincenzo I, interventi architettonici che trasformeranno l'edificio fancelliano. Il progetto di quest'intervento dal quale se ne ricavò l'attuale Appartamento Ducale, si deve al pittore e architetto cremonese Antonio Maria Viani, dal 1595 al servizio dei Gonzaga. 
Nella maestosa Sala degli Arcieri sono attualmente esposti dipinti provenienti da chiese e monasteri soppressi. 
La tela più famosa qui esposta rappresenta La Trinità adorata dalla famiglia Gonzaga  opera di Pietro Paolo Rubens realizzata per la chiesa della Santissima Trinità nel 1605. A Mantova del trittico originario resta soltanto la tela centrale parzialmente mutilata, essendo il resto del quadro originario sparso per l'Europa, la Trasfigurazione di Cristo è ora a Nancy, mentre il Battesimo di Cristo è ad Anversa. La tela mantovana riproduce in primo piano il duca Vincenzo con la moglie Eleonora de' Medici, più arretrati il padre Guglielmo con la moglie Eleonora d'Austria.

#### Appartamento ducale

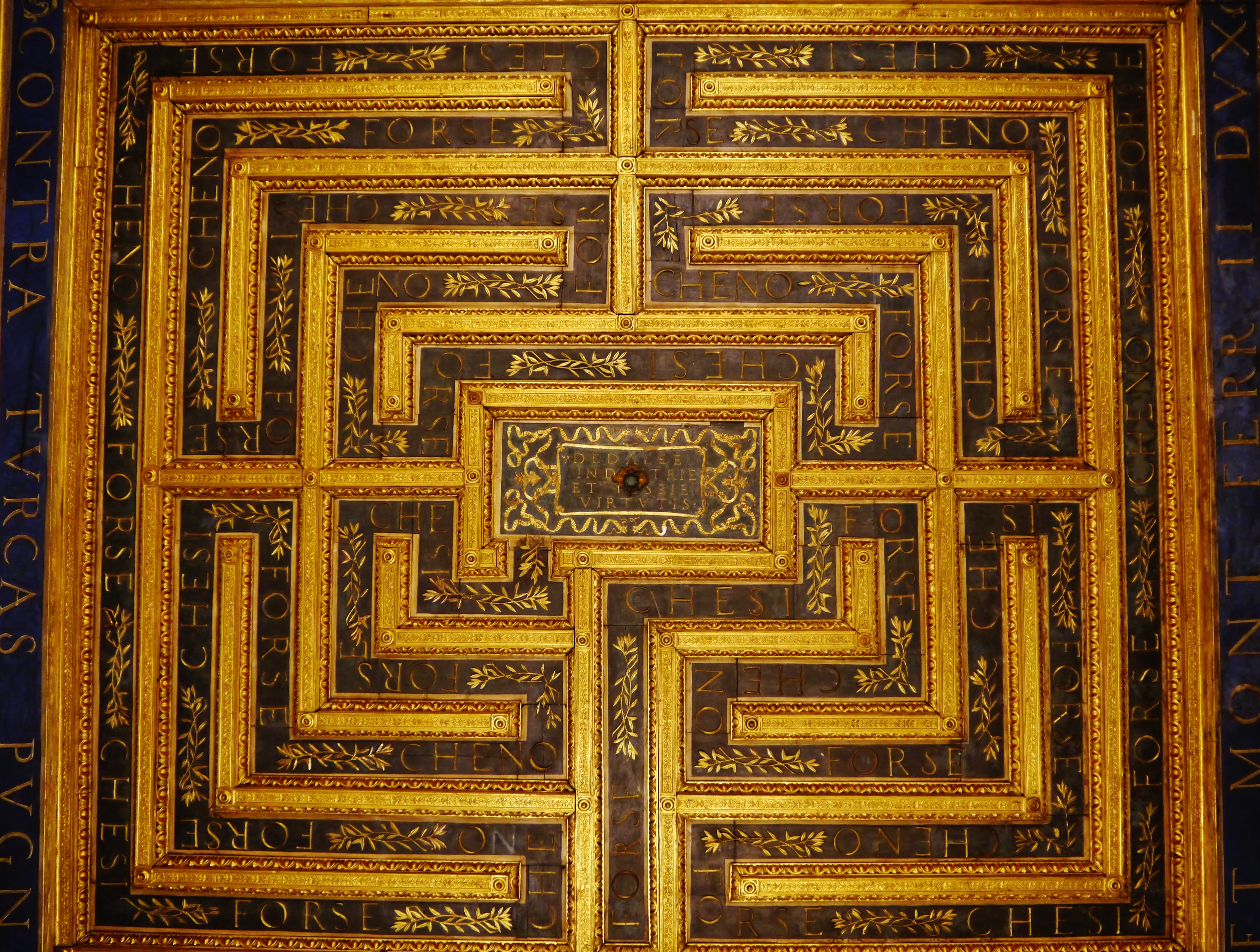
Sala del Labirinto

Fu fatto costruire dal duca Guglielmo Gonzaga intorno al 1580 con soffitti intagliati e decorati e rimaneggiato dall'architetto Antonio Maria Viani al tempo di Vincenzo I.
Comprende le seguenti sale:
- Sala di Giuditta, con soffitto riguardante l'impresa gonzaghesca del "Crogiuolo"; la stanza contiene quattro grandi tele seicentesche, realizzate dal napoletano Pietro Mango, pittore di corte di Carlo II Gonzaga Nevers, con scene della vita di Giuditta (Giuditta all'accampamento di Oloferne, Il convito di Oloferne, Giuditta decapita Oloferne, L'esposizione della testa di Oloferne). Nella sala, in origine chiamata "degli Staffieri", è oggi esposta la serie con il Cristo e gli undici Apostoli, dipinta da Domenico Fetti nel 1620 circa.[26]
- Sala del Labirinto, sul cui soffitto, trasportato dal Palazzo di San Sebastiano, è scolpito un labirinto con il motto del marchese Francesco II Gonzaga "Forse che sì forse che no", integrato nel momento del trasferimento in Palazzo Ducale con una iscrizione nella fascia esterna a ricordo della battaglia di Kanijsa in Ungheria nella quale Vincenzo I Gonzaga combatté contro i Turchi[25];
- Sala del Crogiuolo, sul cui soffitto spicca il motto Me probasti domine et cognovisti me[25];
- Sala di Amore e Psiche;
- Sala di Giove e Giunone.

#### Appartamento di Eleonora de' Medici o di Ferdinando
Venne approntato per la moglie di Vincenzo I Eleonora de' Medici. Venne chiamato anche 'Appartamento del Paradiso per la magnifica vista sul lago.
È composto da dieci stanze tra cui:
- Stanze delle città
- Gabinetto delle cicogne
- Stanza dei quattro elementi
- Sala delle piastrelle
- Sala dei paesaggi

#### Le Catacombe in Corte o Appartamento dei Nani
Il duca Ferdinando Gonzaga, secondogenito di Vincenzo, che fu cardinale prima di succedere al fratello Francesco III, incaricò Antonio Maria Viani della costruzione della Scala Santa in "scala", ubicata sotto il suo appartamento nella Domus Nova. Questi ambienti riproducono in scala ridotta l'originale Scala Santa di Roma a San Giovanni in Laterano. La particolare miniaturizzazione degli ambienti ha indotto per secoli a pensare che questi locali fossero destinati a ospitare i mitici nani gonzagheschi, raffigurati anche nella Camera degli Sposi.  Fino al 1979 questo “alloggio” era appunto denominato "Appartamento dei Nani", quando lo studioso Renato Berzaghi smascherò l'abbaglio storico e dimostrò le corrispondenze fra la riproduzione gonzaghesca e l'originale romano, confermate da documenti d'archivio che le collegavano ad una zona precedentemente non con certezza identificata: le Catacombe in Corte.

### Corte Nuova

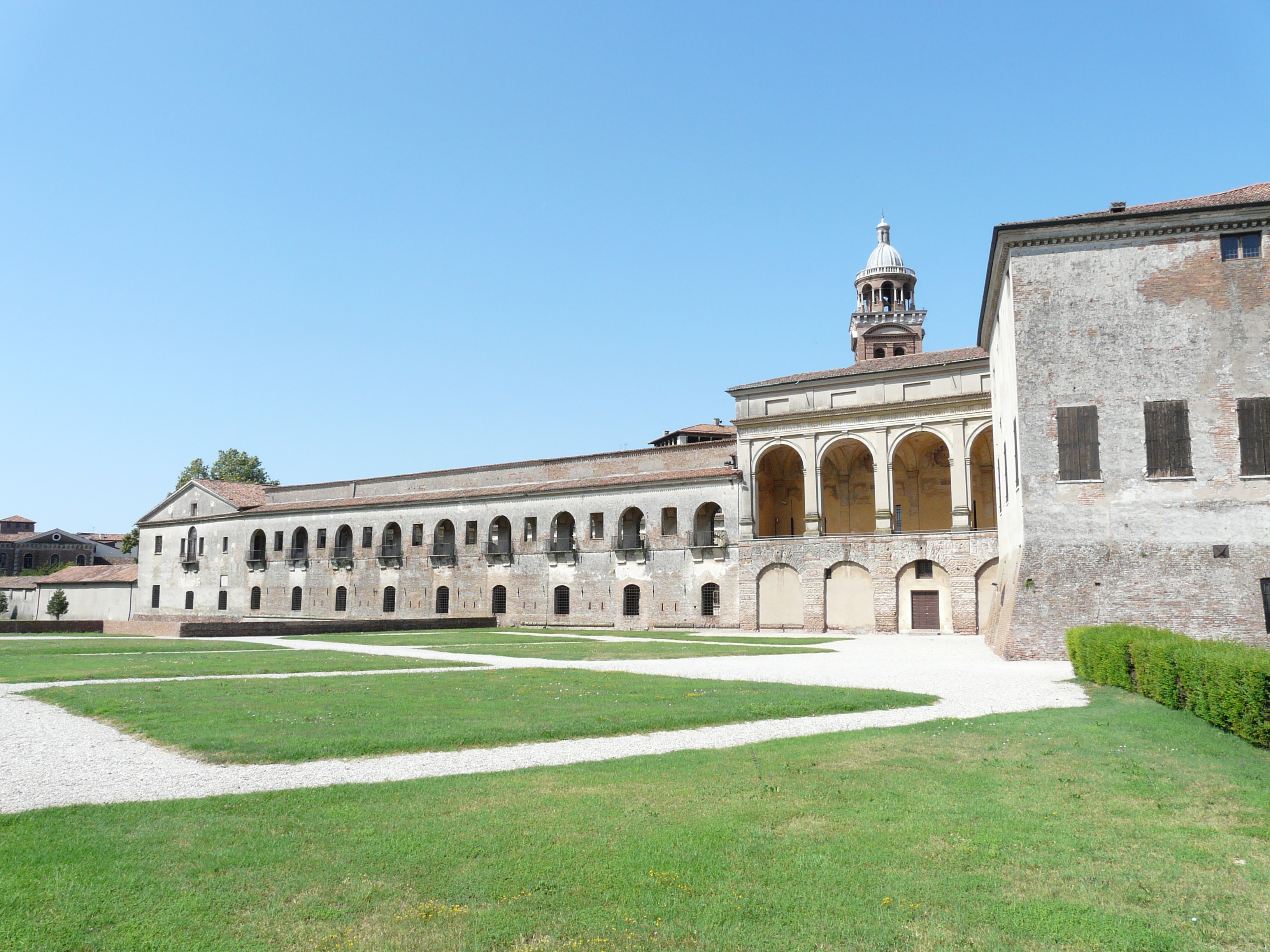
Corte Nuova

Edificata nel 1536 dall'architetto Giulio Romano per il duca Federico II Gonzaga ed ampliata dal Bertani.

#### Appartamento Grande di Castello
Appartamento Grande di Castello è composto da sei stanze.

##### Sala di Manto

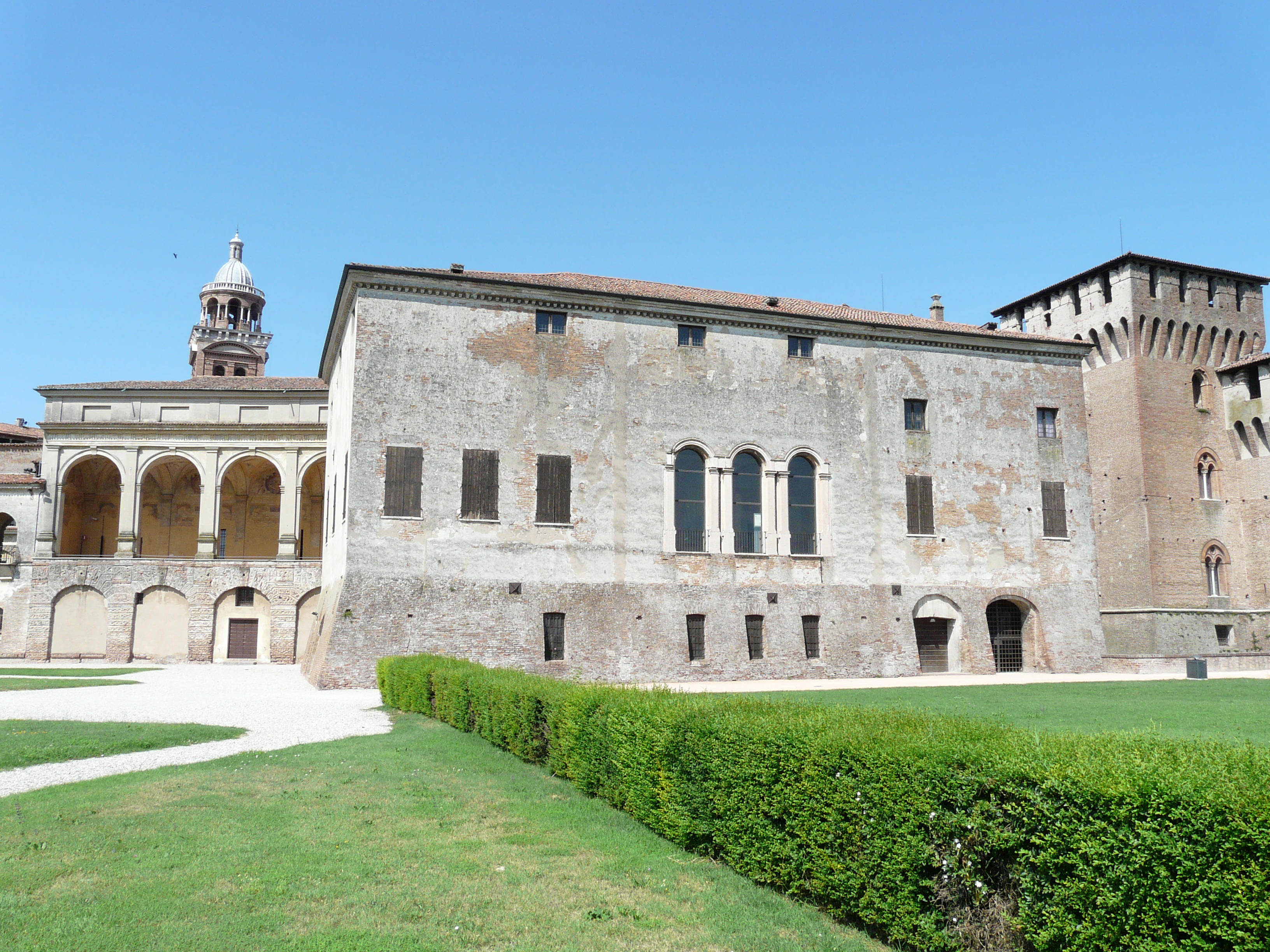
Appartamento Grande di Castello

La sala di Manto è all'interno della Corte Nuova.  Originariamente costituiva l'ingresso dell'appartamento di Troia che deve il suo nome agli affreschi della sala principale dovuti all'opera, tra 1538 e 1539, di collaboratori di Giulio Romano (Luca di Faenza) che ebbe l'incarico da Federico II Gonzaga di ristrutturare numerosi ambienti del Palazzo Ducale. L'aspetto attuale della Sala di Manto è dovuto all'intervento di Guglielmo che dispose la creazione dell'appartamento Grande di Castello.  Gli affreschi della sala raccontano la storia della fondazione della città preceduta dall'arrivo in Italia di Manto, leggendaria figlia dell'indovino Tiresia. Viene quindi raffigurata la nascita della città dovuta al figlio Ocno e altre opere urbanistiche intraprese dai Gonzaga. Affreschi attribuiti a Francesco Primaticcio.

#### Appartamento delle Metamorfosi
Edificato nel 1616 da Antonio Maria Viani è così chiamato per le decorazioni dei soffitti i cui soggetti derivano dalle Metamorfosi di Ovidio. Composto da quattro sale, dedicate ai quattro elementi naturali della terra, dell'acqua, dell'aria e del fuoco, l'appartamento conteneva la ricca biblioteca della famiglia Gonzaga, dispersa durante il sacco di Mantova del 1630, e il corpo imbalsamato di Rinaldo Bonacolsi detto il Passerino, che era stato ucciso nel 1328 quando la famiglia Gonzaga conquistò il potere sulla città di Mantova. In particolare, il corpo di Rinaldo era a posto a cavallo di un ippopotamo tassidermizzato, acquistato dai Gonzaga nei primi anni del XVII secolo. Intorno al 1700 la mummia di Rinaldo Bonacolsi venne gettata nel lago e, nel 1783, il governo austriaco decise di far trasportare l'ippopotamo nel Museo di storia naturale dell'Università di Pavia, dove è attualmente custodito.

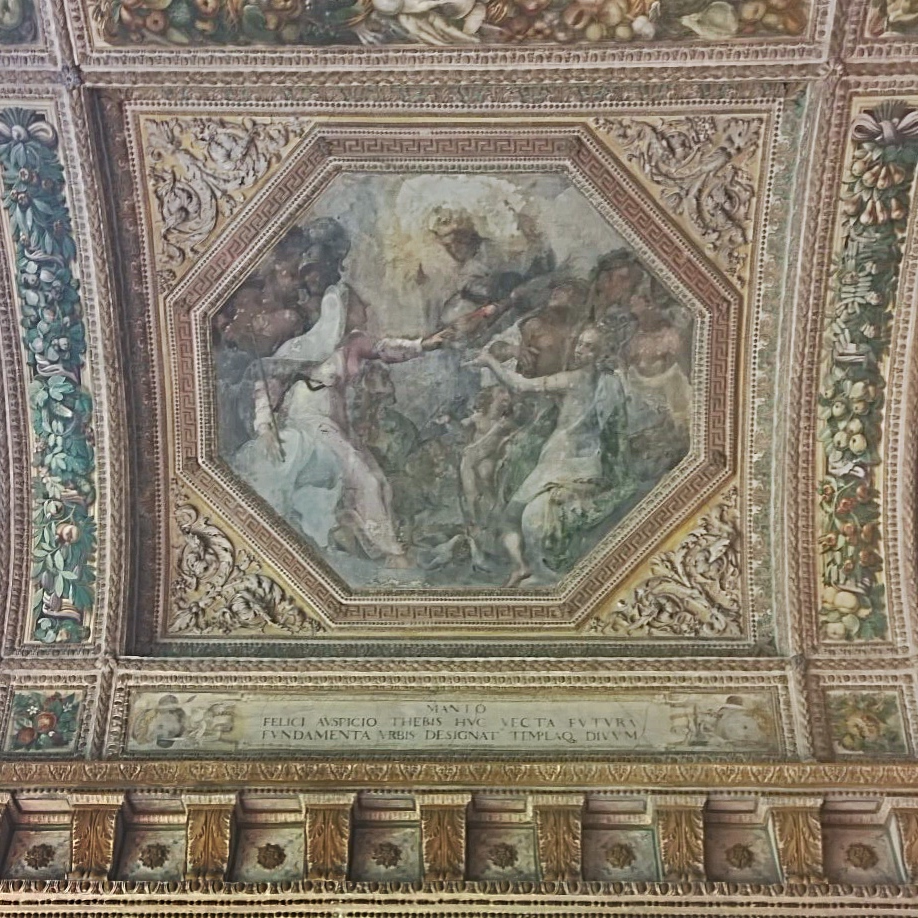
Affresco nell'Appartamento della Rustica

#### Appartamento della Rustica, Estivale o della Mostra
Voluto da Federico II Gonzaga come dimora per gli ospiti illustri della corte mantovana, il progetto e gli inizi dei lavori d'edificazione furono compiuti dall'architetto Giulio Romano a partire dall'anno 1539. Il palazzo della Rustica fu poi completato da Giovan Battista Bertani verso il 1561. È composto da sette stanze:
- Sala degli amori di Giove
- Sala delle due colonne
- Sala delle mensole
- Sala dei frutti
- Sala delle quattro colonne
- Sala dei pesci
- Camerino di Orfeo

#### Altre sale di Corte Nuova
- Galleria della Mostra, con l'imponente soffitto ligneo, una larghezza di quasi 7 metri e una lunghezza di 64 metri, fu edificata agli inizi del XVII secolo da Giuseppe Dattaro su commissione di Vincenzo I Gonzaga. È la più ampia della reggia e doveva custodire le collezioni di oggetti preziosi dei Gonzaga[29] Una targa all'interno della grande sala ricorda lo statunitense Henry Kress che contribuì generosamente nel primo Novecento, al restauro del Palazzo Ducale.[30]
- Sala dei Cavalli, con tele che celebravano i cavalli dei Gonzaga
- Sale delle Teste
- Gabinetto dei Cesari
- Galleria dei Marmi o dei Mesi, con i genietti e i segni dello Zodiaco, opera iniziale di Giulio Romano[27]
- Stanza dei Capitani
- Stanza dei Marchesi, con sculture dei marchesi Gonzaga e delle loro mogli del veneziano Francesco Segala[31]
- Stanza dei Duchi, di Giovan Battista Bertani, che conteneva otto grandi dipinti Fasti gonzagheschi commissionati da Guglielmo Gonzaga al Tintoretto[32] e tuttora conservato presso l'Alte Pinakothek di Monaco di Baviera

#### Corridore di Santa Barbara
Progettato da Bernardino Facciotto intorno al 1580, aveva la funzione di fornire un passaggio coperto tra gli ambienti di Corte Nuova e quelli di Corte Vecchia. Dal corridoio sul lato verso sud, i componenti della famiglia Gonzaga potevano accedere alla tribuna della attigua basilica di Santa Barbara. A nord il corridore affaccia su Piazza Castello.

#### Lo scalone di Enea
Opera del Bertani del 1549 - da poco eletto dal cardinale Ercole Gonzaga a "Prefetto delle Fabbriche ducali" - collega direttamente il Salone di Manto con il castello di San Giorgio. Al termine dello scalone si accede al cortile del castello e al suo loggiato, opera di Luca Fancelli del 1472.

### Basilica Palatina di Santa Barbara

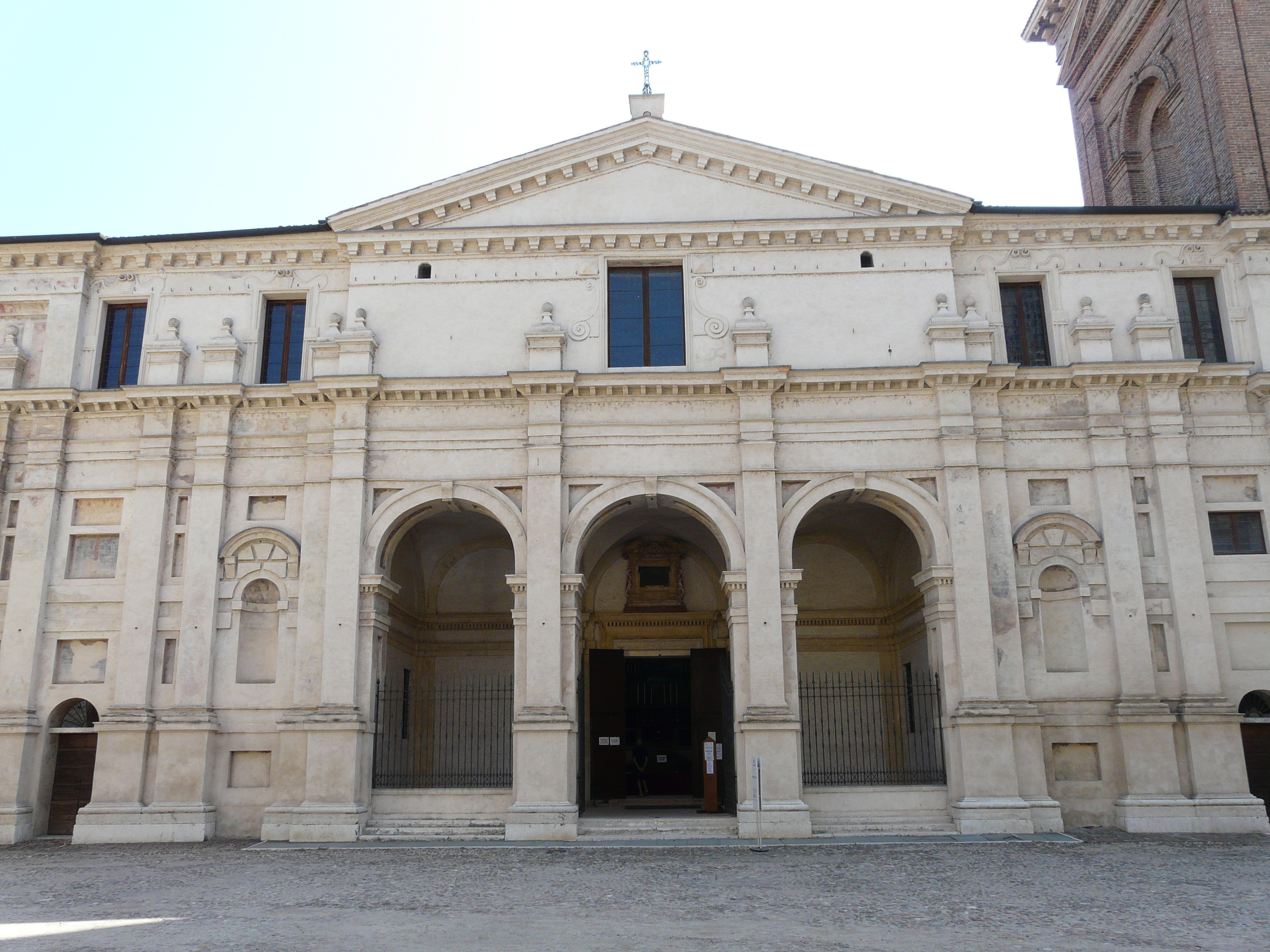
Basilica di Santa Barbara

La Basilica della corte gonzaghesca fu costruita tra il 1562 e il 1572 su decisione del duca Guglielmo Gonzaga, che ne affidò il progetto all'architetto ducale Giovan Battista Bertani. Fu ideata come sede delle fastose cerimonie liturgiche di palazzo accompagnate da musiche sacre e per questo dotata di un prezioso organo Antegnati. La chiesa è stata recentemente oggetto di un'importante scoperta: il ritrovamento dei resti di quattro duchi e altri componenti della famiglia ducale, tra questi Guglielmo che Santa Barbara fece edificare e che trasformò anche in pantheon della famiglia Gonzaga.

### Castello di San Giorgio

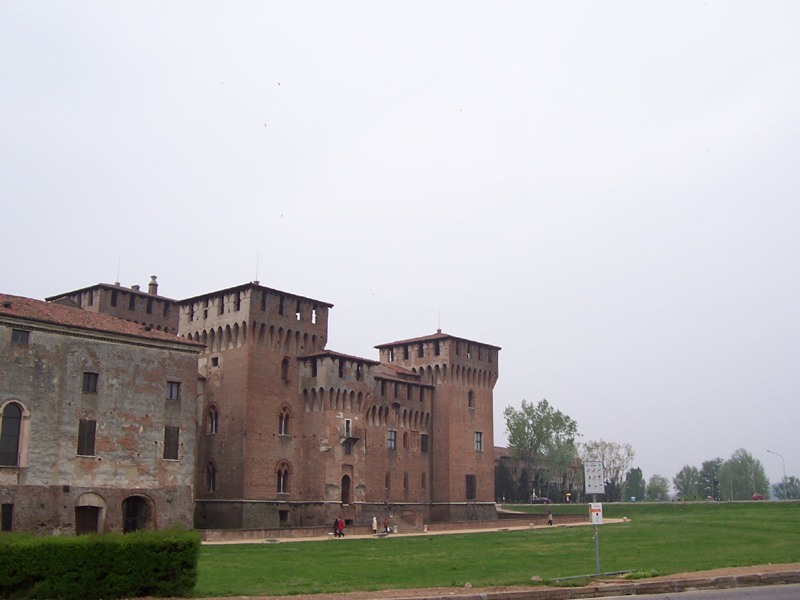
Castello di San Giorgio

Fu costruito a partire dal 1395 e concluso nel 1406 su committenza di Francesco I Gonzaga e su progetto di Bartolino da Novara.
Andrea Mantegna, chiamato a Mantova nel 1460 dal marchese Ludovico II e vissuto nella città virgiliana fino alla morte, avvenuta nel 1506 realizzò all'interno del Castello di San Giorgio la sua opera più celebre e più geniale, la Camera Picta o Camera degli Sposi.

## I giardini e i cortili

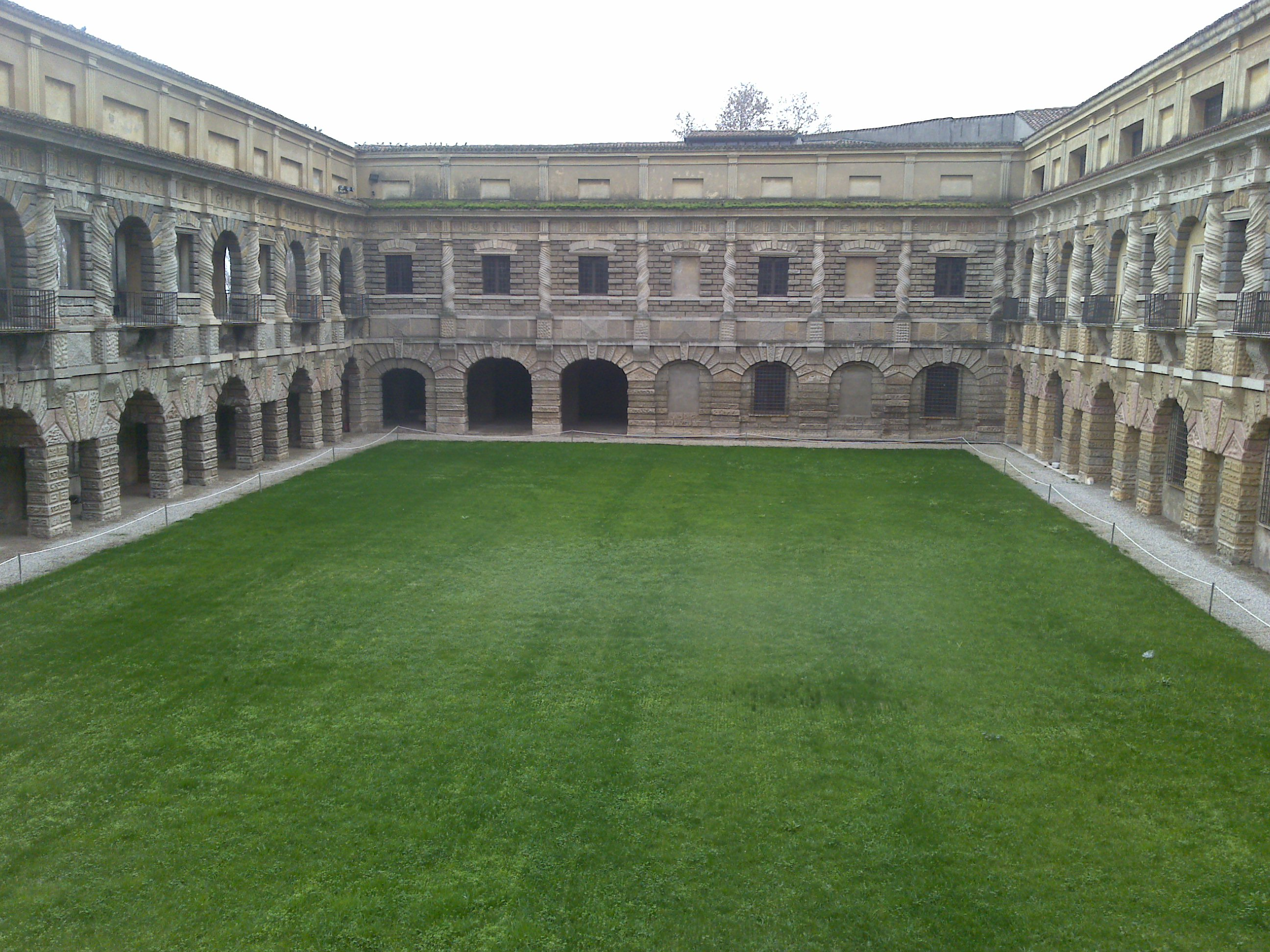
Cortile della Cavallerizza

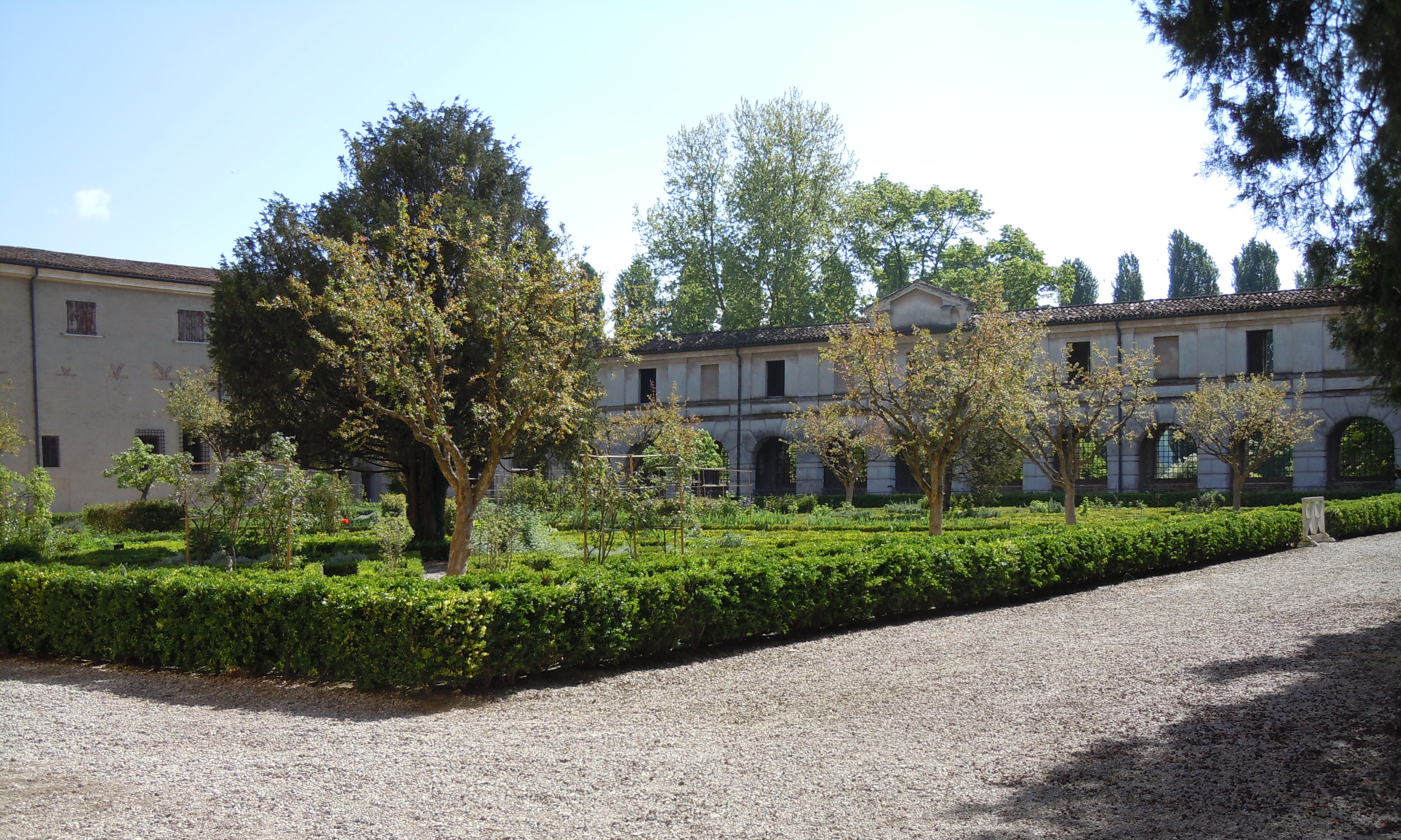
Giardino dei Semplici

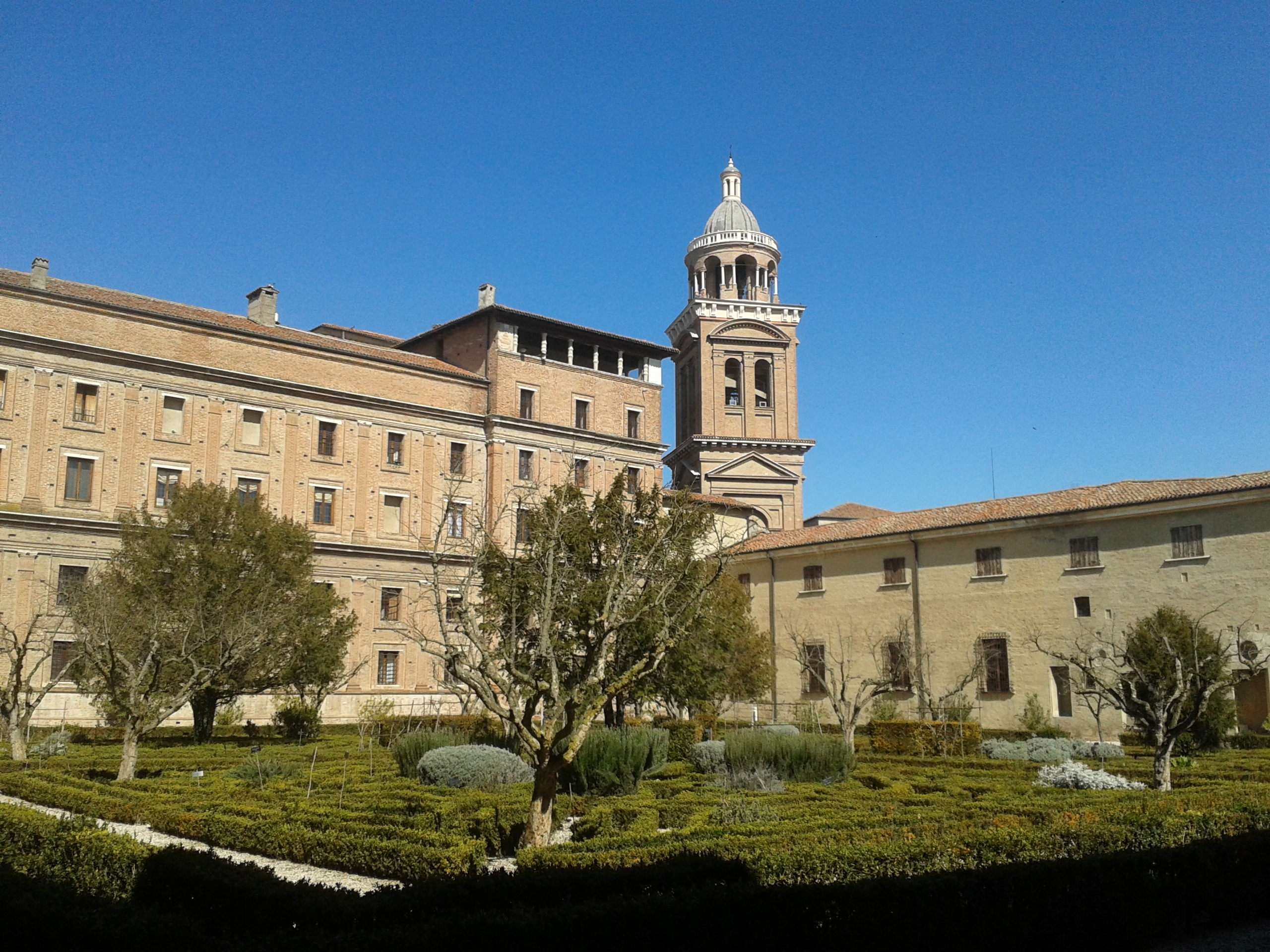
Il Giardino dei Semplici visto da un'altra angolazione

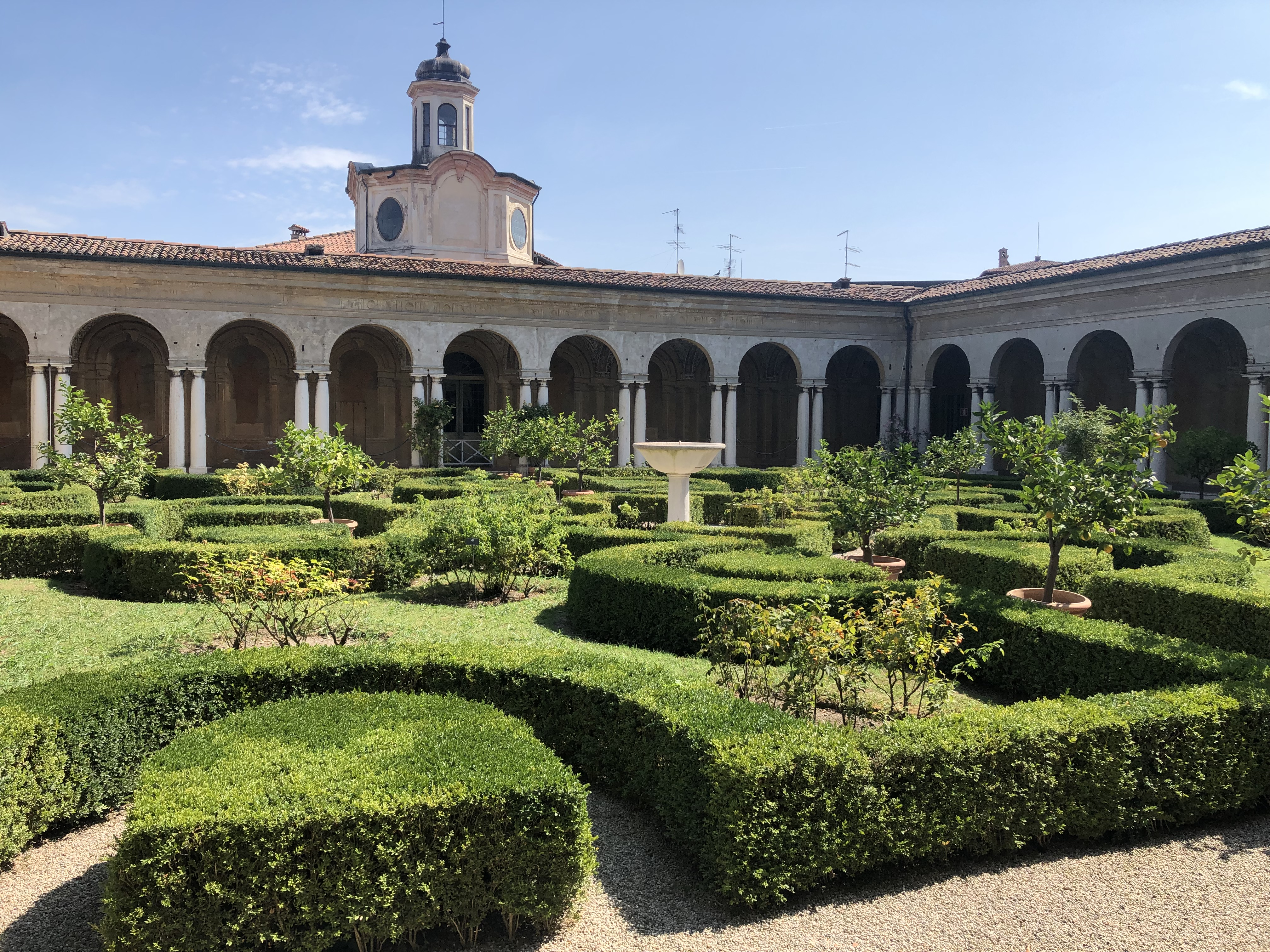
Il Giardino Pensile nel Palazzo Ducale di Mantova

- Il Cortile della Cavallerizza chiamato anche prato della Mostra, fu realizzato dall'architetto Giovan Battista Bertani, che nel 1556 uniformò le costruzioni che lo racchiusero al manierismo di Giulio Romano che caratterizza la preesistente palazzina detta "La Rustica". che vi si affaccia. Era il luogo dove erano mostrati i cavalli gonzagheschi pronti per la vendita, cavalli che erano considerati dai Gonzaga, insieme ai cani e ai falchi, gli animali più fedeli all'uomo. Il cortile è caratterizzato dal basamento in un bugnato rustico tipico di Giulio Romano e dal soprastante ordine costituito da semicolonne tortili.
- Il Giardino dei Semplici detto anche Giardino del Padiglione conserva la disposizione delle piante originale. Sorse nel Quattrocento contemporaneamente alla Domus Nova. Nel 1603 venne risistemato per iniziativa del frate fiorentino Zenobio Bocchi[35], che vi pose le piante medicinali, dette "i semplici". Per l'igiene dei componenti della signoria questo giardino aveva particolare importanza. Pare, infatti, che durante l'inverno non si lavassero mai, ma profumassero i vestiti con i fiori e le rare essenza di questo giardino.
- Il Giardino Pensile nel refettorio, costruzione tardo-cinquecentesca realizzata dall'architetto mantovano Pompeo Pedemonte su richiesta del duca Guglielmo Gonzaga, è posto a 12 m d'altezza. Nel Settecento, in epoca di dominio austriaco, vi fu edificato una Caffehaus su progetto di Antonio Galli da Bibbiena.
- Il Giardino Segreto, parte integrante dell'Appartamento della Grotta di Isabella d'Este in Corte Vecchia, fu concluso nel 1522 dall'architetto mantovano Gian Battista Covo.
- Il Cortile di Santa Croce contiene nel suo centro una colonna dedicata a San Longino, il centurione romano che colpì al costato Gesù sulla croce. La colonna era originariamente stata posta negli anni del Concilio di Mantova (1459-60) nel quartiere Cappadocia sul luogo presunto del martirio di Longino nei pressi della Chiesa di Santa Maria del Gradaro. Quando la zona del Gradaro, nella seconda metà del XIX sec., fu trasformata in zona industriale, la colonna fu trasferita dapprima nel cortile del Palazzo dell'Accademia e successivamente, dal 6 aprile 1915, nel cortile di Santa Croce in Palazzo Ducale. La colonna, alta complessivamente 4 metri, consta di un basamento in porfido (un masso erratico di epoca romana) sormontato da una colonna in marmo rosso di Verona e da una croce in ferro.[36]
- Cortile delle Otto Facce detto anche Cortile degli Orsi.
- Cortile del Frambus.
- Cortile d'Onore detto anche Giardino Ducale.
- Cortile di Santa Croce.
- Cortile dei Cani.

## I Prefetti delle Fabbriche Gonzaghesche

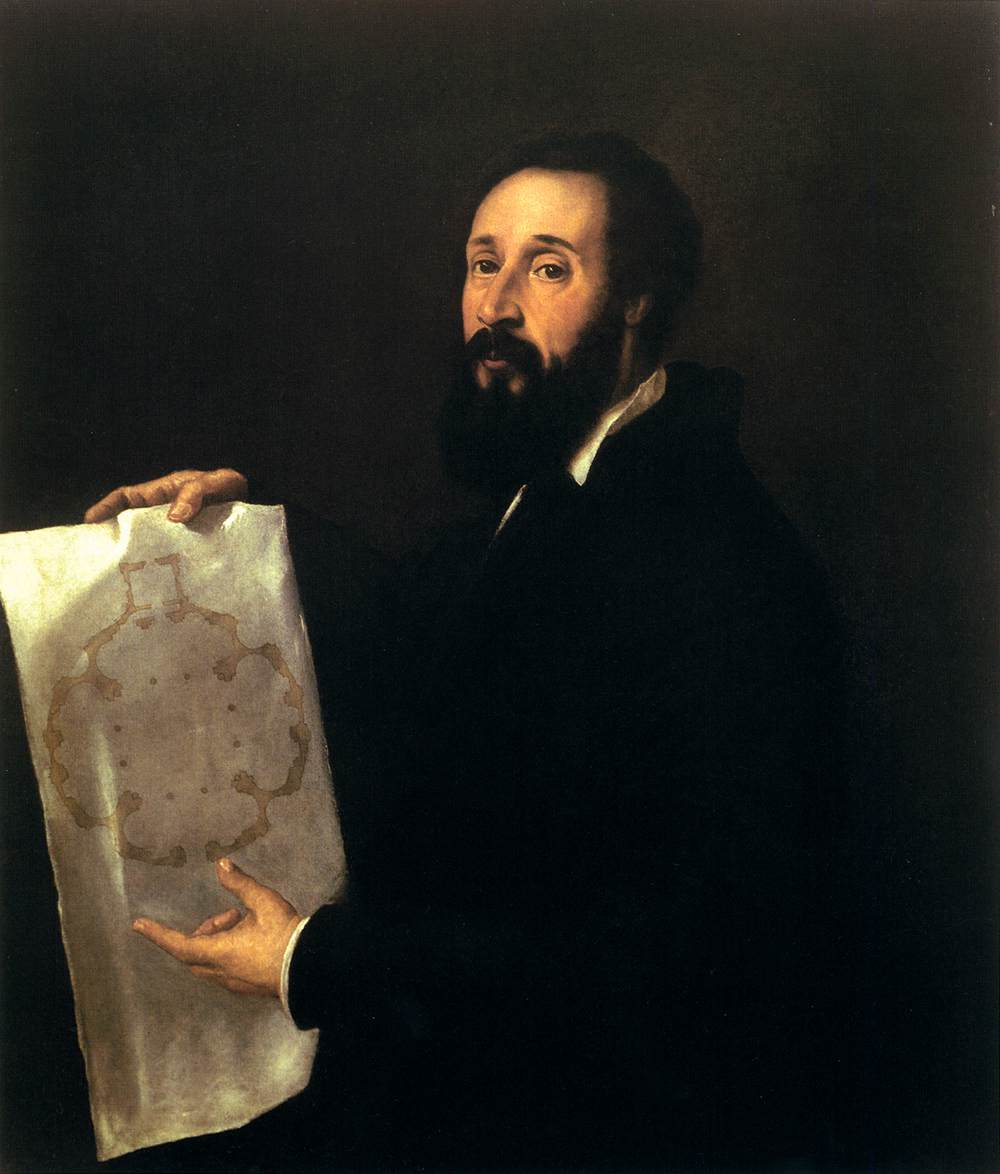
Tiziano Vecellio Ritratto di Giulio Romano, Mantova, collezioni provinciali, 1536

Questi furono i direttori delle opere di costruzione e di decorazione della reggia gonzaghesca (nominati dal 1450):
- Luca Fancelli 1450-1490
- Bernardino Ghisolfo 1490-1511
- Battista da Covo 1513-1524
- Giulio Romano 1524-1546
- Giovan Battista Bertani 1549-1576
- Giovanni Battista Zelotti 1576-1578
- Pompeo Pedemonte 1579-1580
- Bernardino Brugnoli 1580
- Bernardino Facciotto 1580-1581
- Bernardino Brugnoli 1581-1583
- Oreste Biringucci Vannocci 1583-1585
- Pompeo Pedemonte 1585-1587
- Carlo Lambardi 1588
- Giuseppe Dattaro 1590
- Ippolito Andreasi 1590-1591
- Giuseppe Dattaro 1592-1595
- Antonio Maria Viani 1595-1632
- Nicolò Sebregondi 1637-1652
- Daniel van den Dyck 1658-1661
- Frans Geffels 1662-1671
- Fabrizio Carini Motta 1671-1698

## Opere

### Epoca romana
- Torso di Afrodite, 350 a.C., statua, copia romana di originale greco di Prassitele, autore anonimo

### Gotico
- Effigie tomba di Margherita Malatesta, opera scultorea, Pierpaolo dalle Masegne
- Torneo-battaglia di Louvezerp, affreschi e sinopie, Pisanello

### Primo Rinascimento

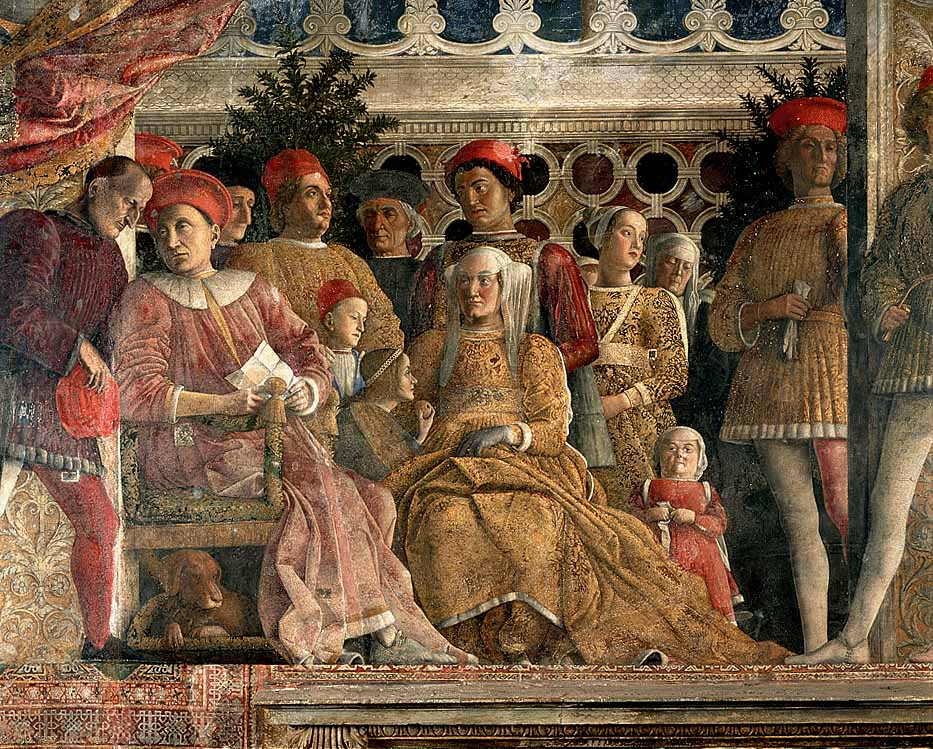
La corte di Ludovico III (Andrea Mantegna, Camera degli Sposi, Mantova, 1465-1474)

- Camera degli Sposi, 1464-75, affresco, Andrea Mantegna
- San Paolo, statua, Andrea Mantegna
- Busto di Faustina Maggiore, scultura, Andrea Mantegna[senza fonte]
- Busto del Marchese Francesco II Gonzaga , 1498 ca., terracotta, Antoniazzo Romano
- Arazzi degli Atti degli Apostoli, nove arazzi ricavati dal disegno di Raffaello su cartoni
- Cacciata dei Bonacolsi, 1494, olio su tela, Domenico Morone
- Compianto su Cristo morto, 1533, Lorenzo Leonbruno
- Madonna con Bambino e Santi, olio su tela, attribuito a Ippolito Costa[38]

### Manierismo
- Vulcano forgia l'armatura di Achille, affresco, Giulio Romano
- La costruzione del cavallo di legno di Troia, affresco, Giulio Romano
- Segni dello Zodiaco, affresco, Lorenzo Costa il Giovane
- Adorazione dei Pastori, olio su tela, Lorenzo Costa il Giovane[39]
- Resurrezione, olio su tela, Lorenzo Costa il Giovane[39]
- Il Martirio di San Giovanni Evangelista, olio su tela, Girolamo Mazzola Bedoli
- Incontro alla Porta Aurea, olio su tela, Teodoro Ghisi (due opere)[38]
- Caduta di Saulo, 1560, Girolamo Mazzola Bedoli[38]
- Flagellazione di Cristo, 1539-40, olio su tela, 258x183 cm, Rinaldo Mantovano
- Deposizione di Cristo nel sepolcro, 1539-40, olio su tela, 258x173 cm, Fermo Ghisoni
- Adorazione dei Pastori, 1580-90 ca, tavola ad olio, 76x53 cm, Sebastiano Filippi  detto il Bastianino

### Barocco
- Famiglia Gonzaga in adorazione della Trinità, 1604-05, olio su tela, 381x477 cm, Peter Paul Rubens
- Martirio di sant'Orsola, bozzetto attribuito a Peter Paul Rubens[40]
- San Michele arcangelo abbatte il demonio, 1594-95, olio su tela, 330x233 cm, Antonio Maria Viani
- La Vergine che presenta santa Margherita alla Trinità, 1619, olio su tela, 451x374 cm, Antonio Maria Viani[40]
- Madonna Immacolata, 1620-1623, Antonio Maria Viani[38]
- Madonna co Bambino e santi, 1614, Jacopo Borbone[38]
- Annunciazione, Lucrina Fetti
- Ritratto di Margherita Gonzaga, Lucrina Fetti
- Ritratto di Margherita Gonzaga, figura intera, Lucrina Fetti
- Ritratto dell'imperatrice Eleonora Gonzaga, 1622, olio su tela, Lucrina Fetti
- Ritratto di Caterina De' Medici Gonzaga, 1626, Lucrina Fetti
- Ritratto di Eleonora II, 1651, Lucrina Fetti
- Moltiplicazione dei pani e dei pesci, 1616-18, olio su tela, 356x853 cm, Domenico Fetti
- Presentazione della Vergine al tempio, 1615-16, olio su tela, 215x148 cm, Domenico Fetti
- Margherita Gonzaga riceve il modello della Chiesa di S.Orsola dall'architetto Antonio Maria Viani, olio su tela, 250x274 cm, Domenico Fetti
- Undici apostoli e il Cristo benedicente, 1616-18, serie di 12 dipinti, olio su tela, 215x148 cm, Domenico Fetti
- Santi martiri, serie di 6 dipinti, olio su lavagna, 70x54 cm, Domenico Fetti
- Ritratto di Laura d'Este, olio su tela, cm 218x132, Sante Peranda
- Ritratto di Alessandro I Pico, olio su tela, cm 156x130, Sante Peranda
- Ritratto di Alessandro I Pico, olio su tela, cm 223x132.3, Sante Peranda
- Psiche trasportata sull'orlo del burrone, olio su tela, cm 157,8x224,4, Sante Peranda
- Psiche taglia un fiocco di lana, olio su tela, cm 117,7x177,2, Sante Peranda
- Ritratto di Giovan Francesco II Pico, olio su tela, cm 128,7x111.3, Sante Peranda
- Sala dei Fiumi, 1773, affreschi, Giorgio Anselmi
- San Francesco prega la Madonna per la cessazione di un'epidemia, 1605, olio su tela, cm 322x197, Francesco Borgani[38]
- Madonna con san Isidoro Agricola e Giobbe, allievi di Francesco Borgani[40]
- Santa Chiara che mette in fuga i Saraceni,1614-16, olio su tela, 436x365, Carlo Bononi[38]
- Annunciazione, Karl Santner[38]
- Cristo in gloria tra i santi, Pietro Martire Neri[38]
- Comunione di San Girolamo, Domenico Maria Canuti[38]
- San Francesco Regis, Giuseppe Maria Crespi[38]
- San Francesco de Sales, Giuseppe Maria Crespi[38]
- Madonna Immacolata, Giuseppe Orioli[38]
- Beata Osanna Andreasi, Giuseppe Orioli[41]
- San Longino, Giuseppe Orioli[41]
- La Vergine tra San Giovanni da Capestrano e San Giovanni Buono, Giuseppe Bazzani[41]
- Visione di San Tommaso, Giuseppe Bazzani[41]
- Sacra Famiglia con san Rocco, Giuseppe Bazzani[39]
- Transito di San Giuseppe,[42] 1755-60, olio su tela, 110x164, Giuseppe Bazzani
- Nettuno su cavalli marini, Francesco Maria Raineri[43]
- San Giuseppe appare a Santa Teresa e a san Pietro d’Alcantara, con la beata Chiara Maria della Passione e un angelo, 1750 ca., Francesco Maria Raineri[41]
- Madonna con Bambino attorniata da sei santi cappuccini, Siro Baroni[43]
- Lo sposalizio della Vergine, Daniel van den Dyck[40]
- L'età del ferro, Palma il Giovane[44]
- Principesse della Mirandola, due busti in marmo, 1689, Lorenzo Ottoni[44]
- Putti che scherzano con i cani, 1580, Lorenzo Costa il Giovane[44]
- Bianca Maria Petrozzani con i figli, 1595-1600, Pietro Fachetti[44]

## Collezioni Gonzaga
"GONZAGA. LA CELESTE GALERIA. Il Museo dei Duchi di Mantova" curata ed ideata da Andrea Emiliani e da Raffaella Morselli è la mostra, allestita dal 2 settembre 2002 al 12 gennaio 2003 a Mantova presso le Fruttiere di Palazzo Te e a Palazzo Ducale, per riproporre dopo quattro secoli una preziosa selezione della mitica collezione dei Gonzaga che nel momento del loro massimo splendore comprendeva duemila dipinti dei maggiori artisti dell'epoca e circa ventimila oggetti preziosi conservati ed esposti in Palazzo Ducale. Per un elenco delle opere più significative si rimanda alla voce Collezioni Gonzaga.

## Galleria d'immagini

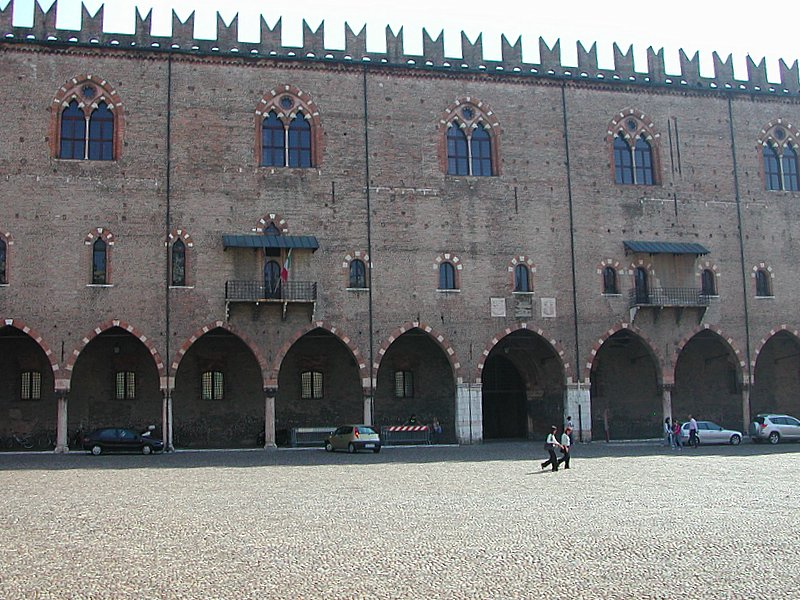
Palazzo del Capitano
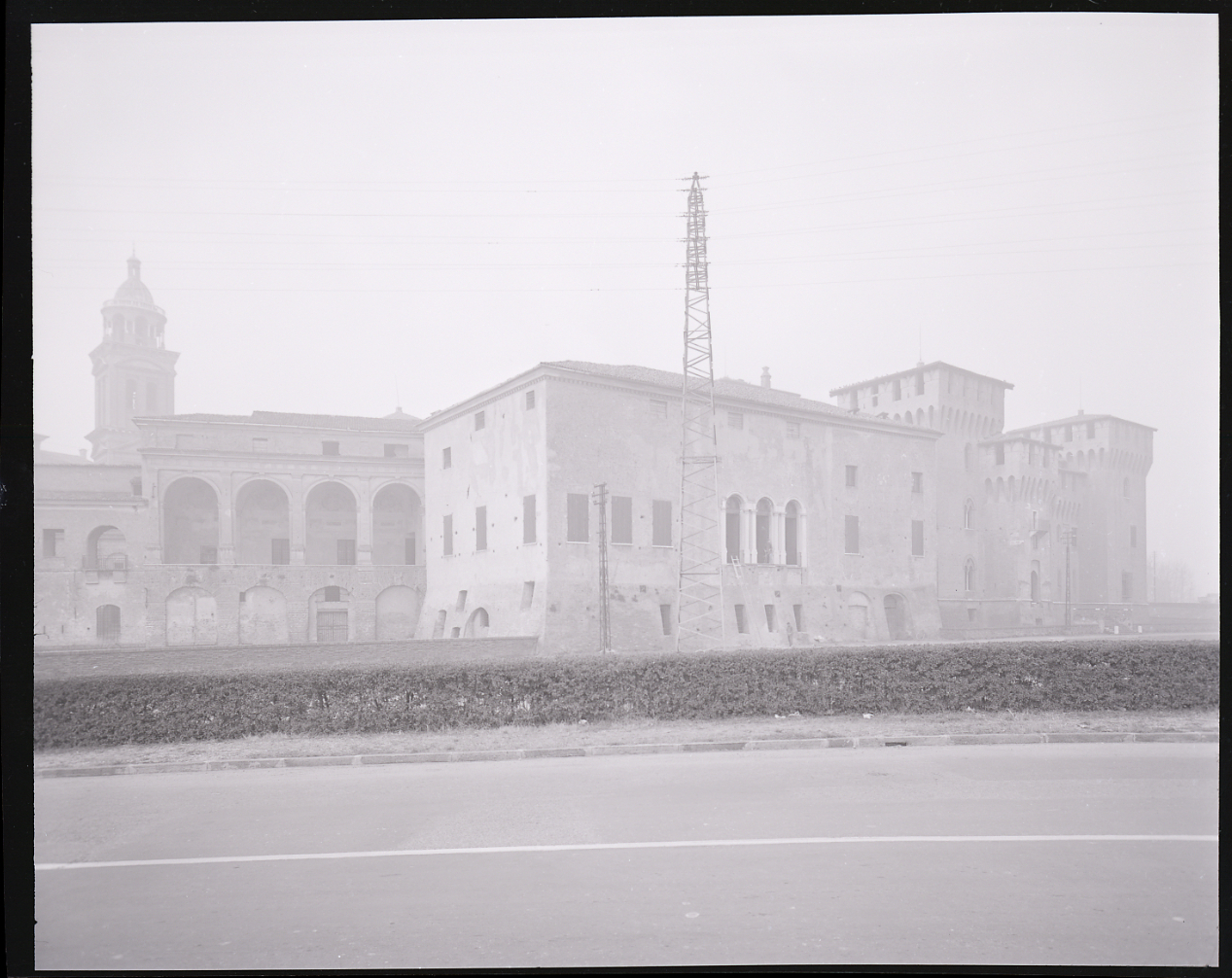
Corte Nuova e Castello di San Giorgio. Foto di Paolo Monti
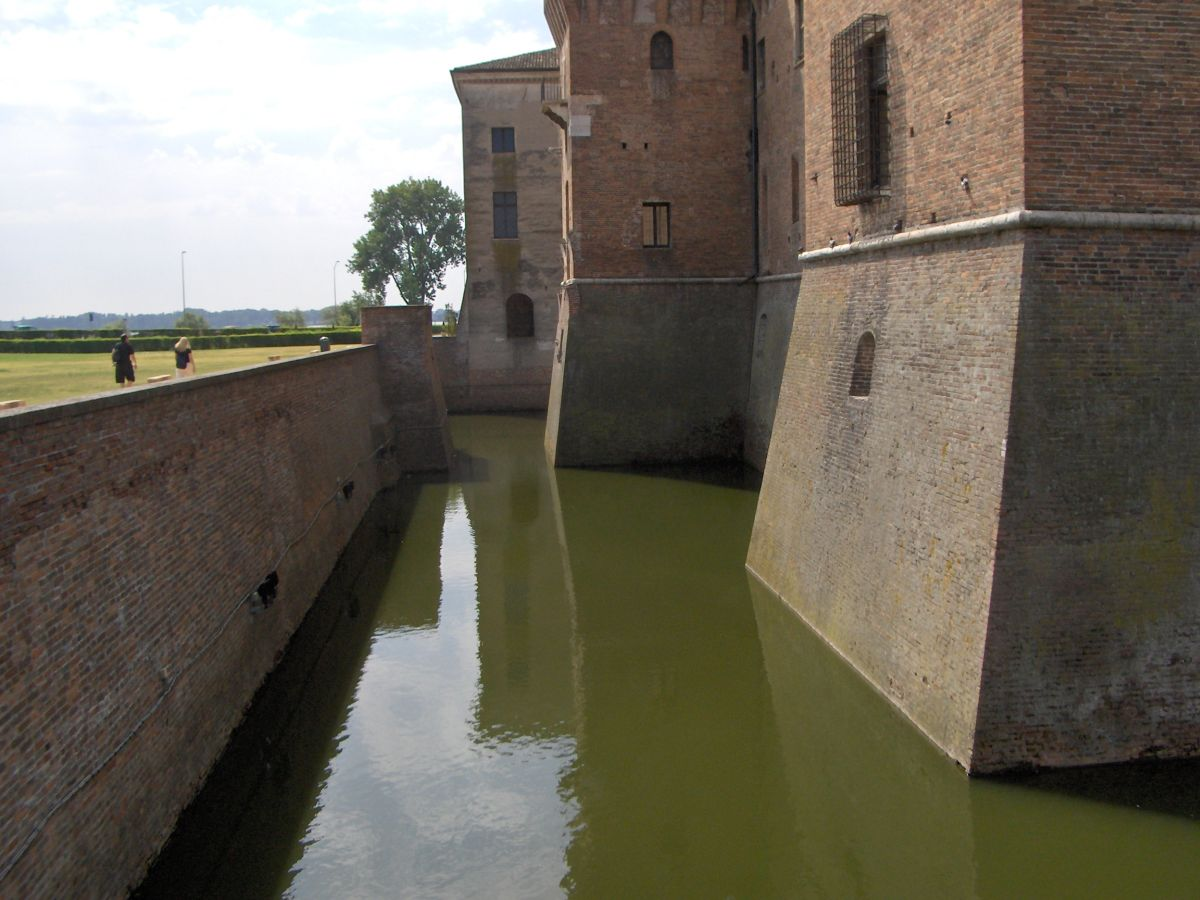
Castello di San Giorgio
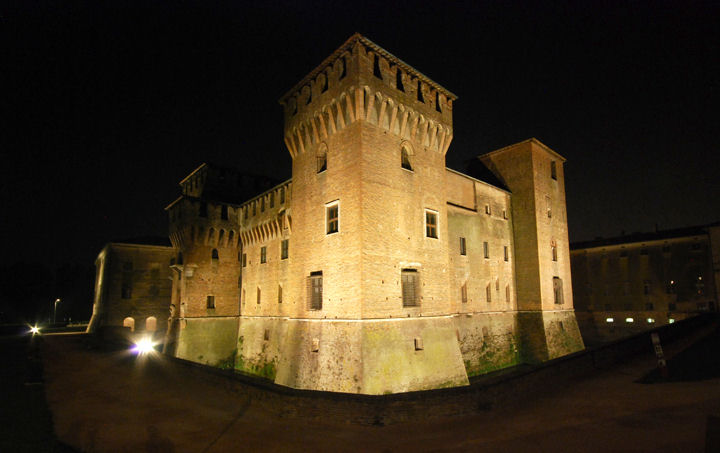
Castel San Giorgio di notte
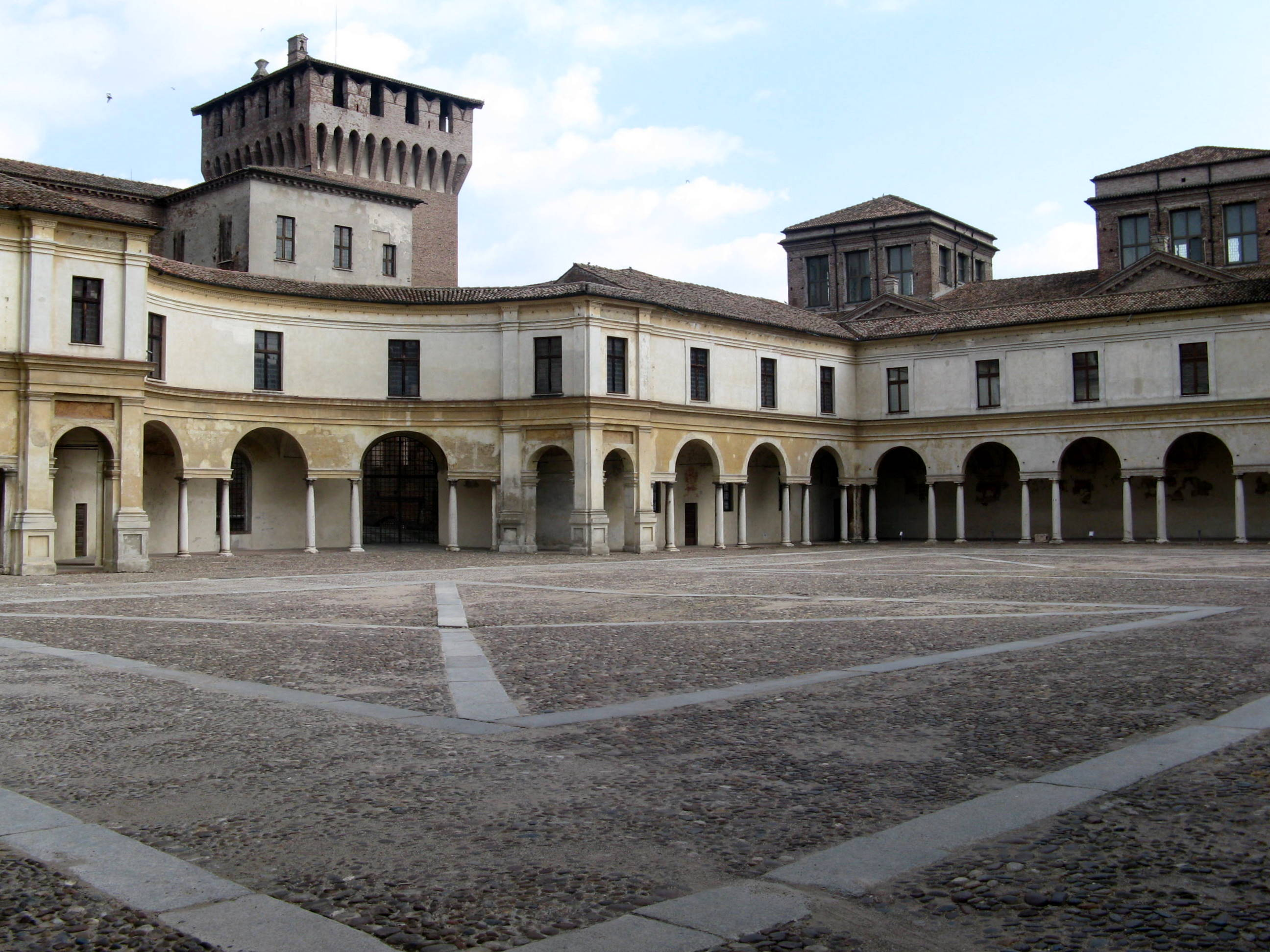
Piazza Castello
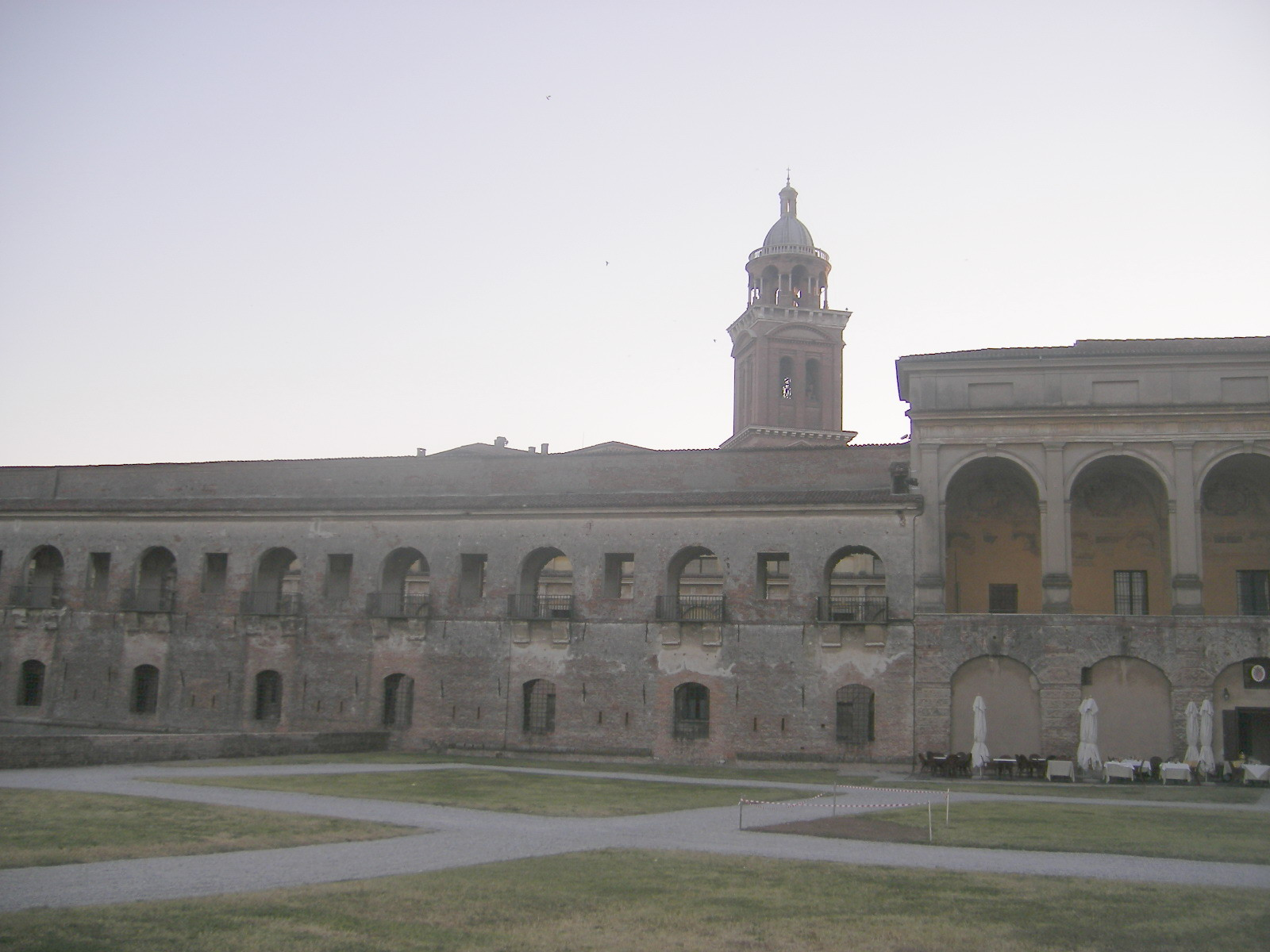
Campanile della Basilica palatina di Santa Barbara
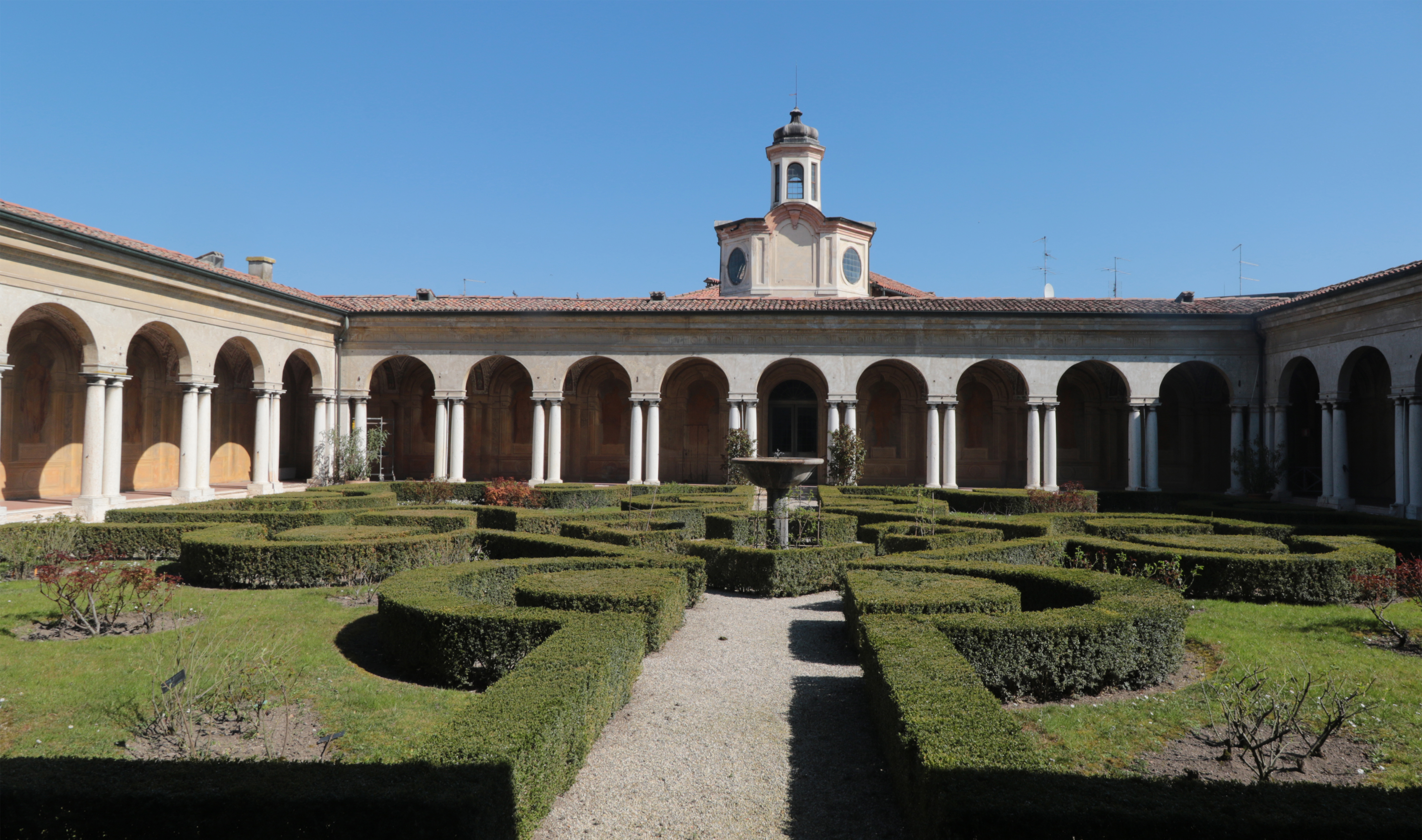
Giardino pensile
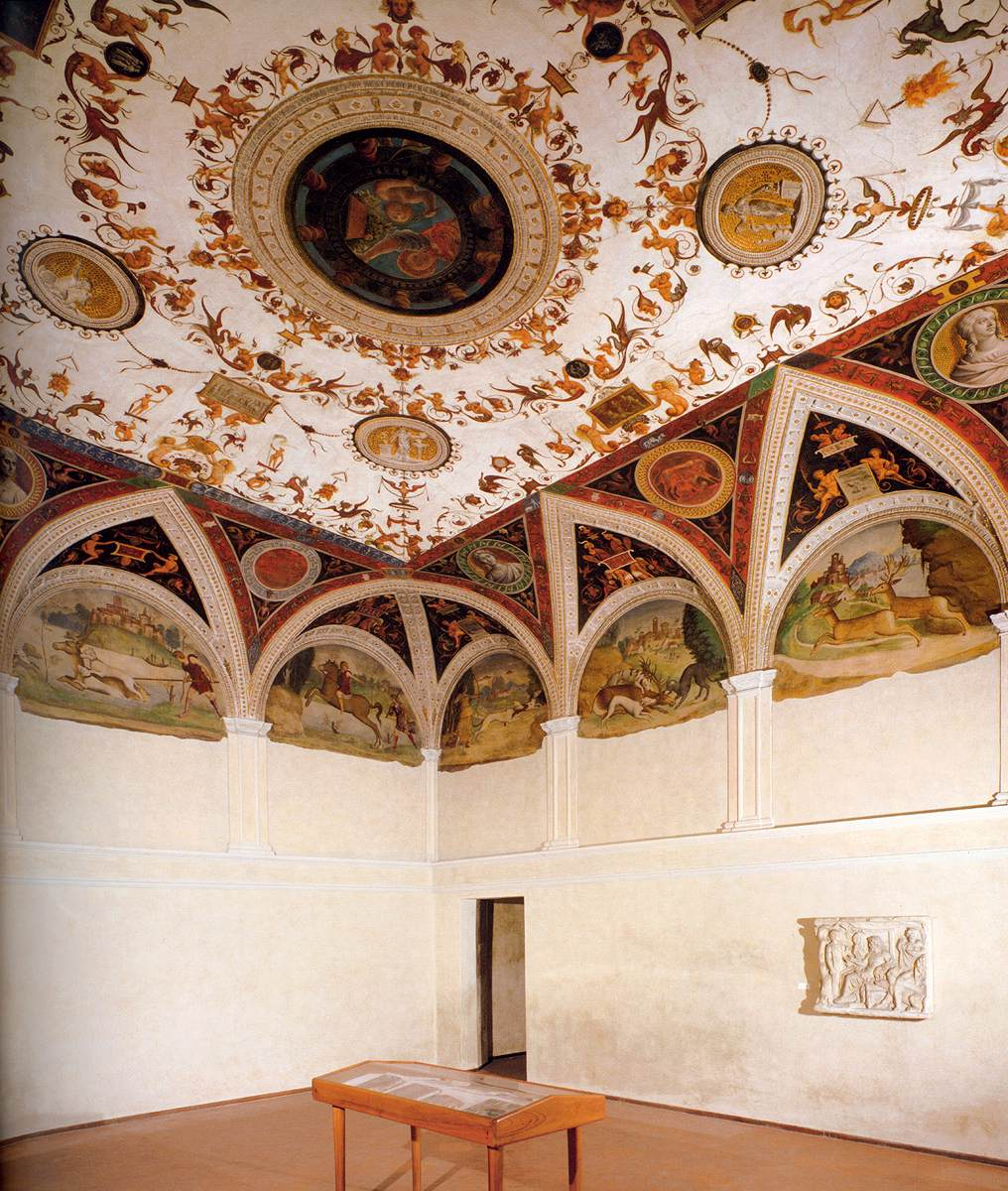
Sala affrescata
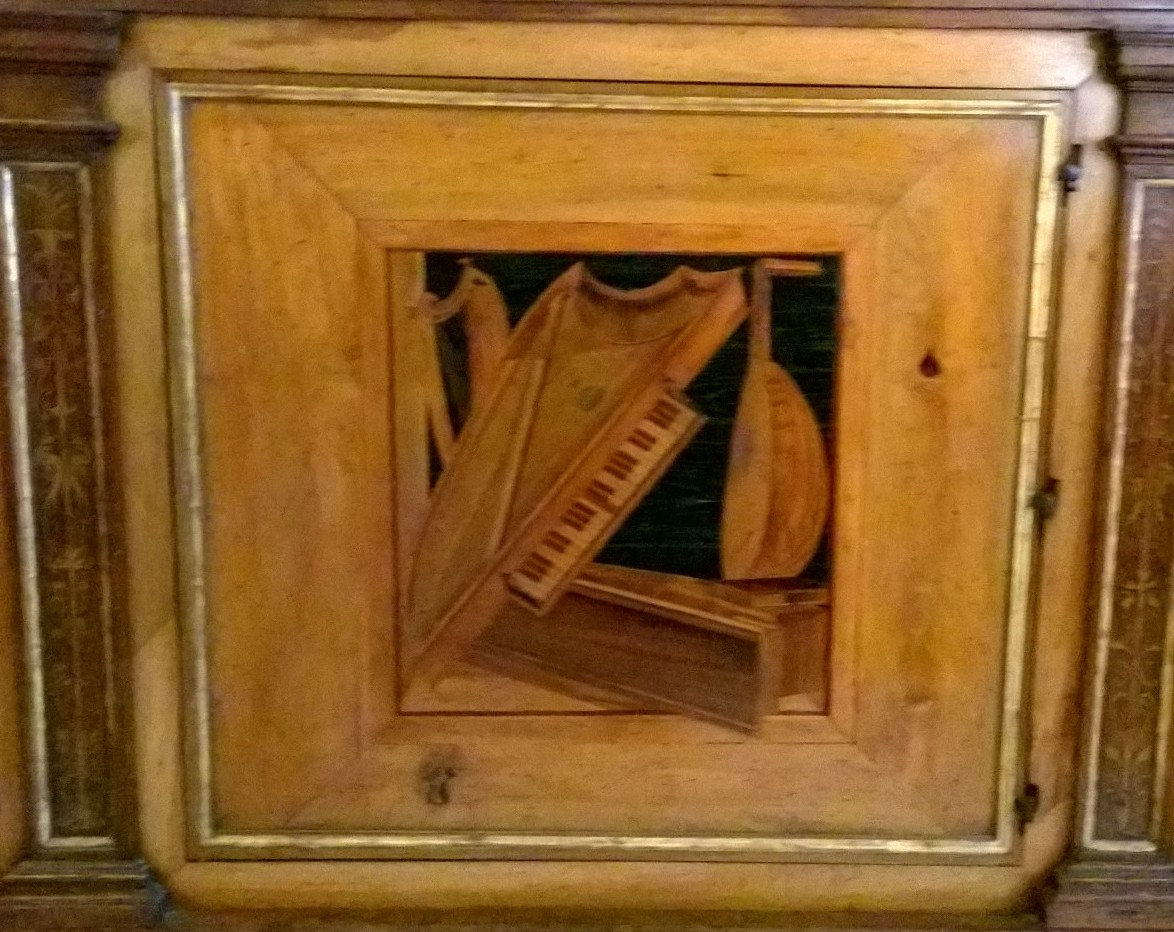
Studiolo di Isabella d'Este (dettaglio)
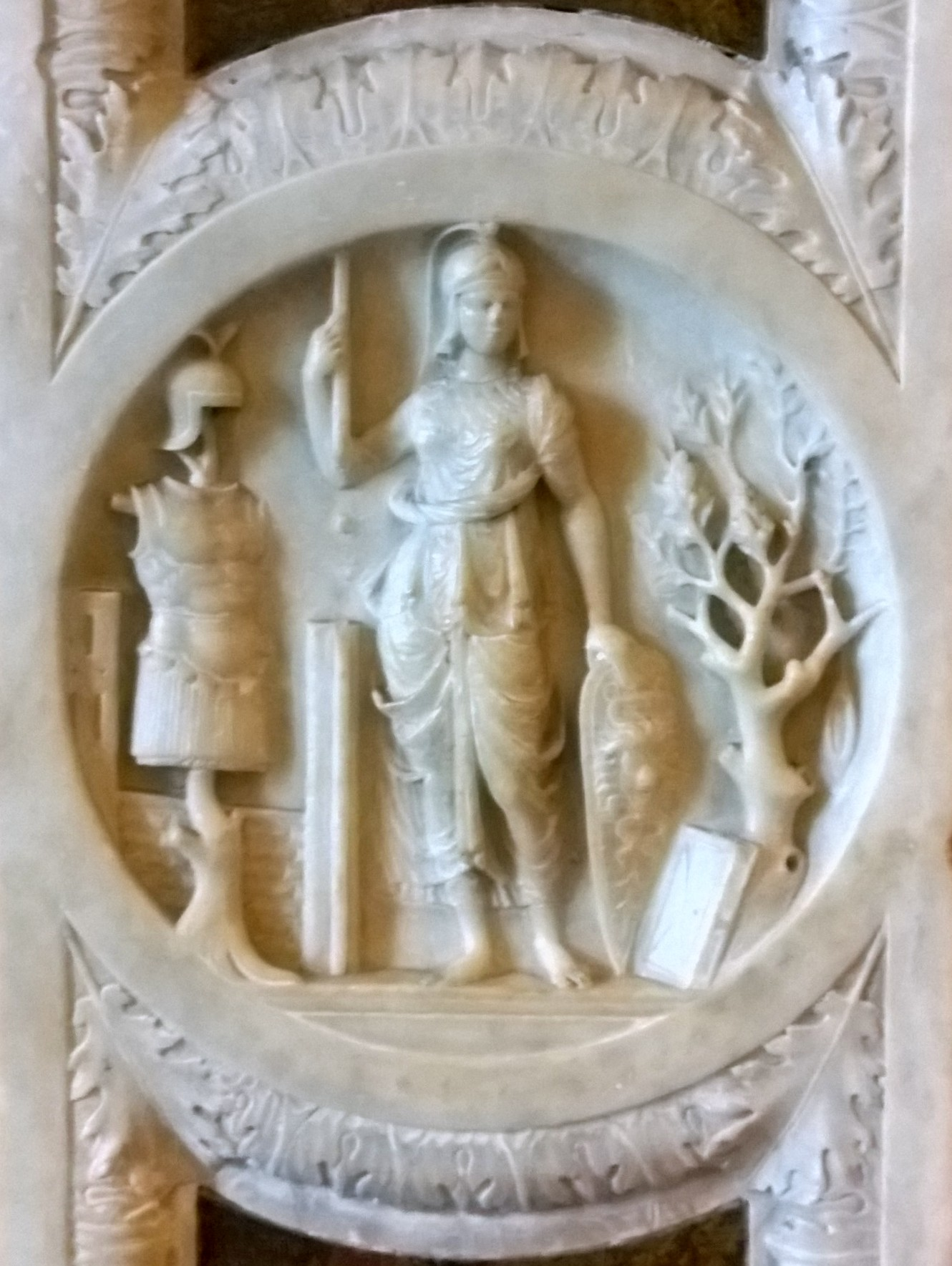
Dettaglio dello Studiolo di Isabella d'Este
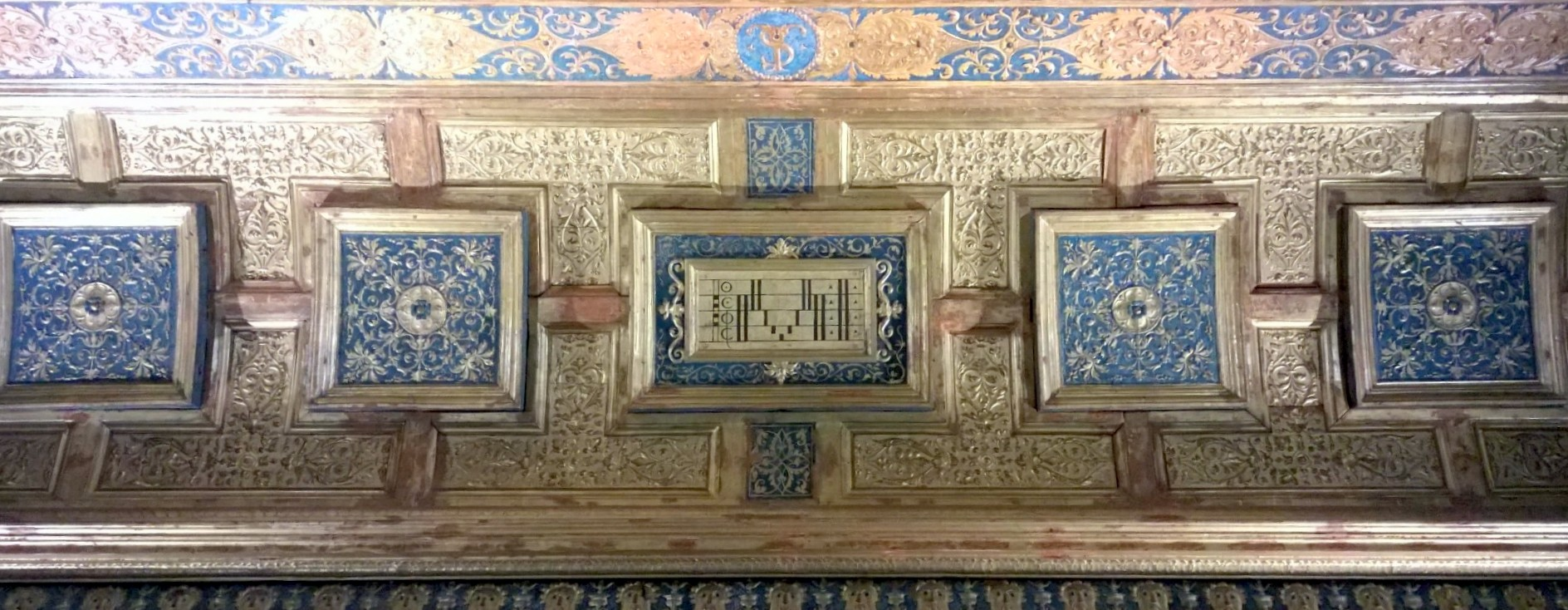
Studiolo di Isabella d'Este
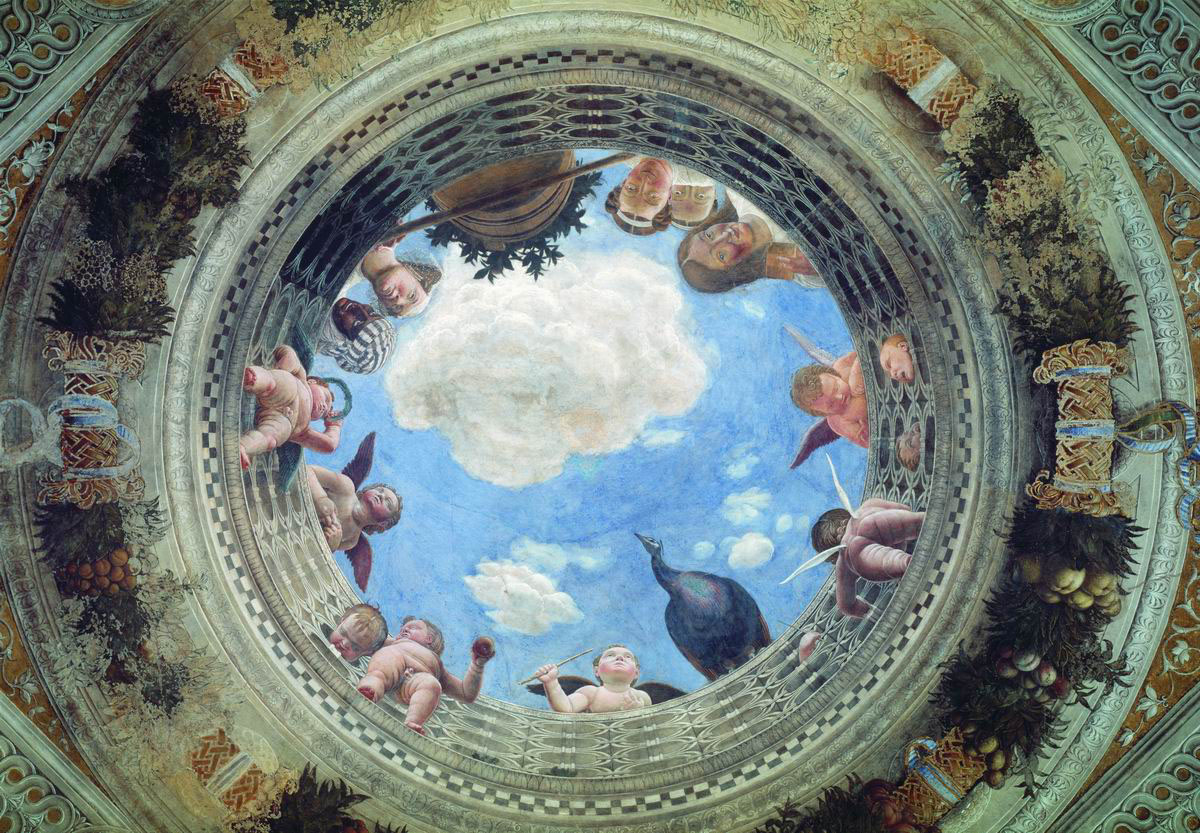
Camera degli Sposi
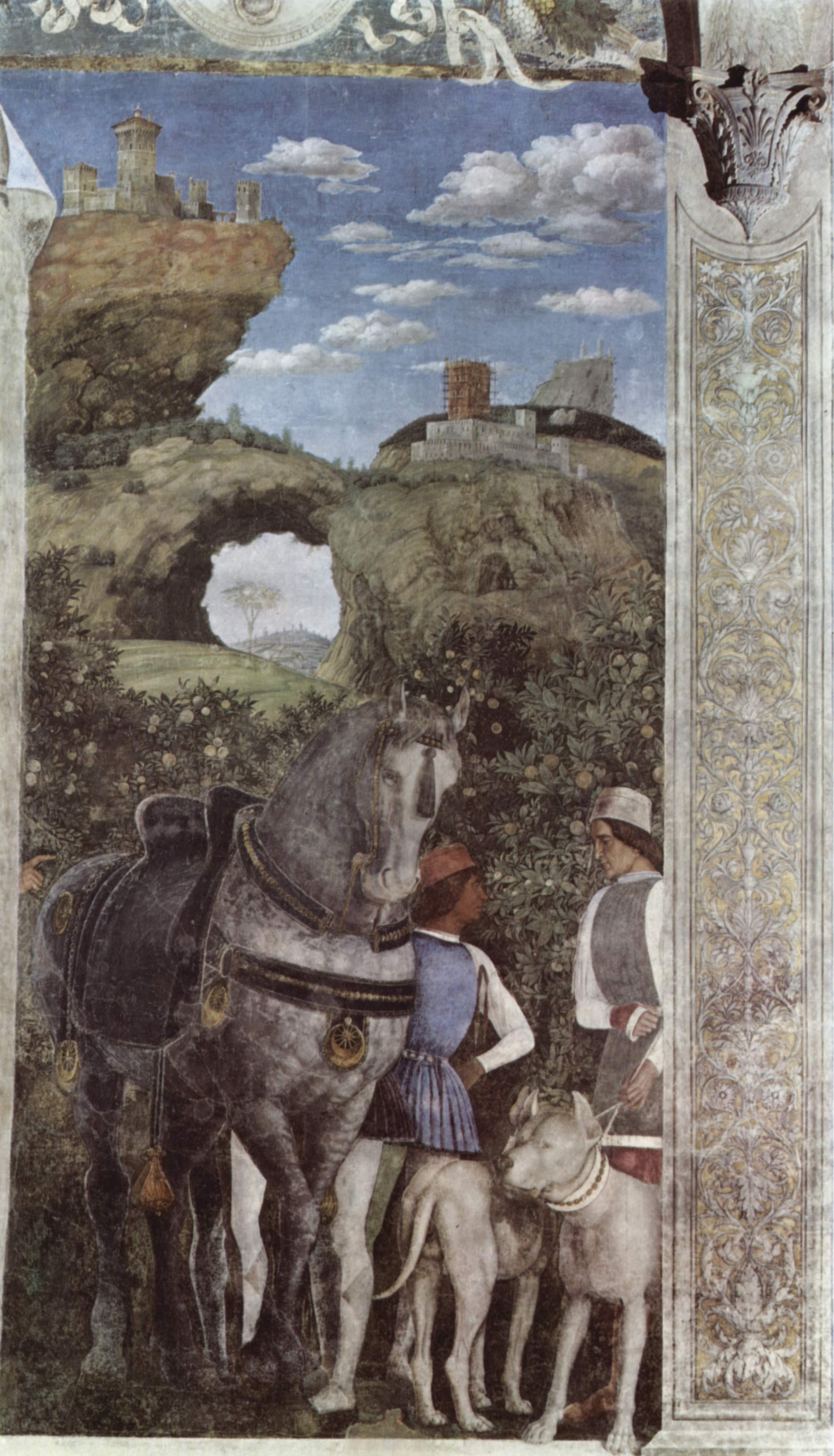
Camera degli Sposi
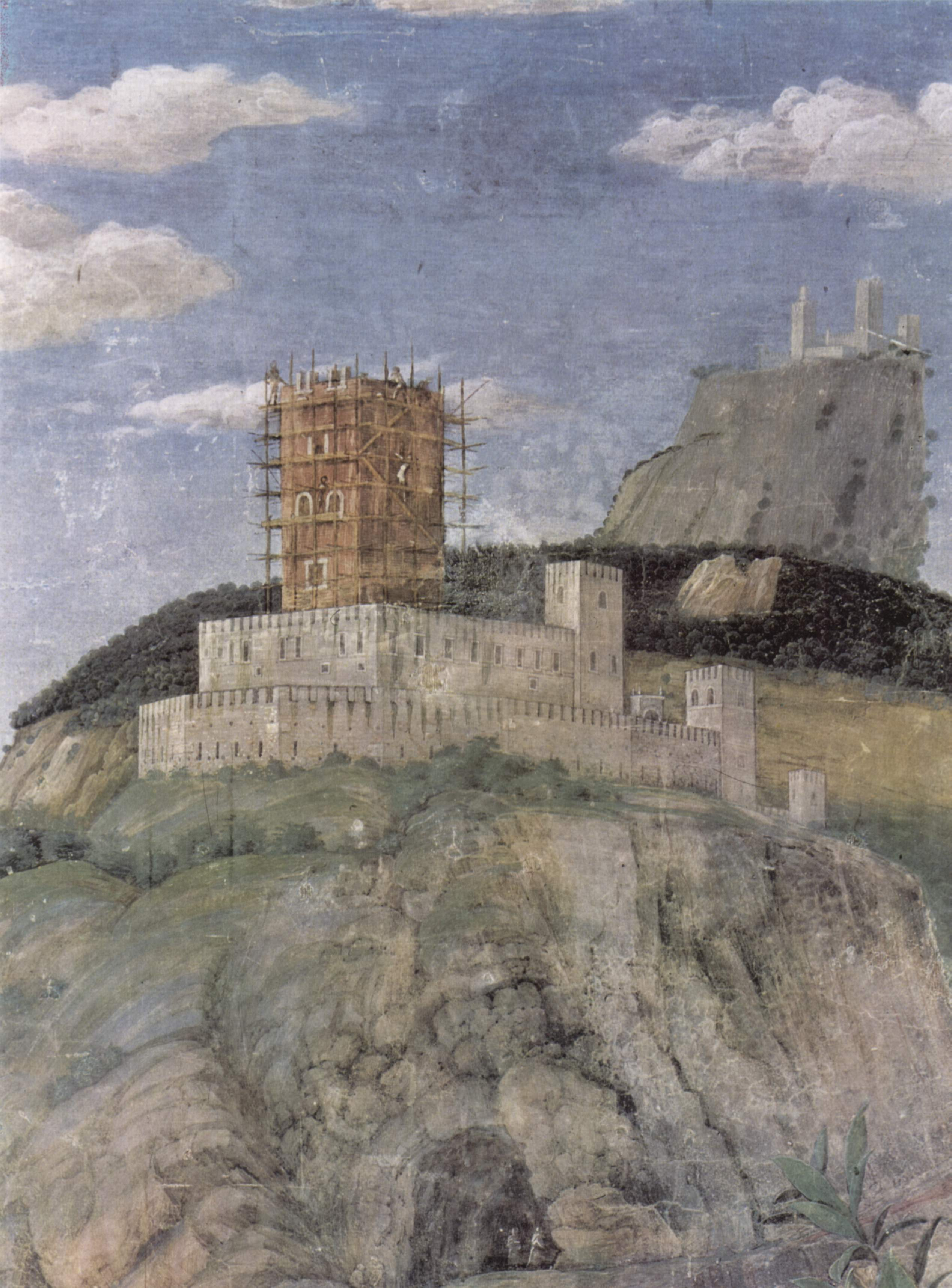
Camera degli Sposi
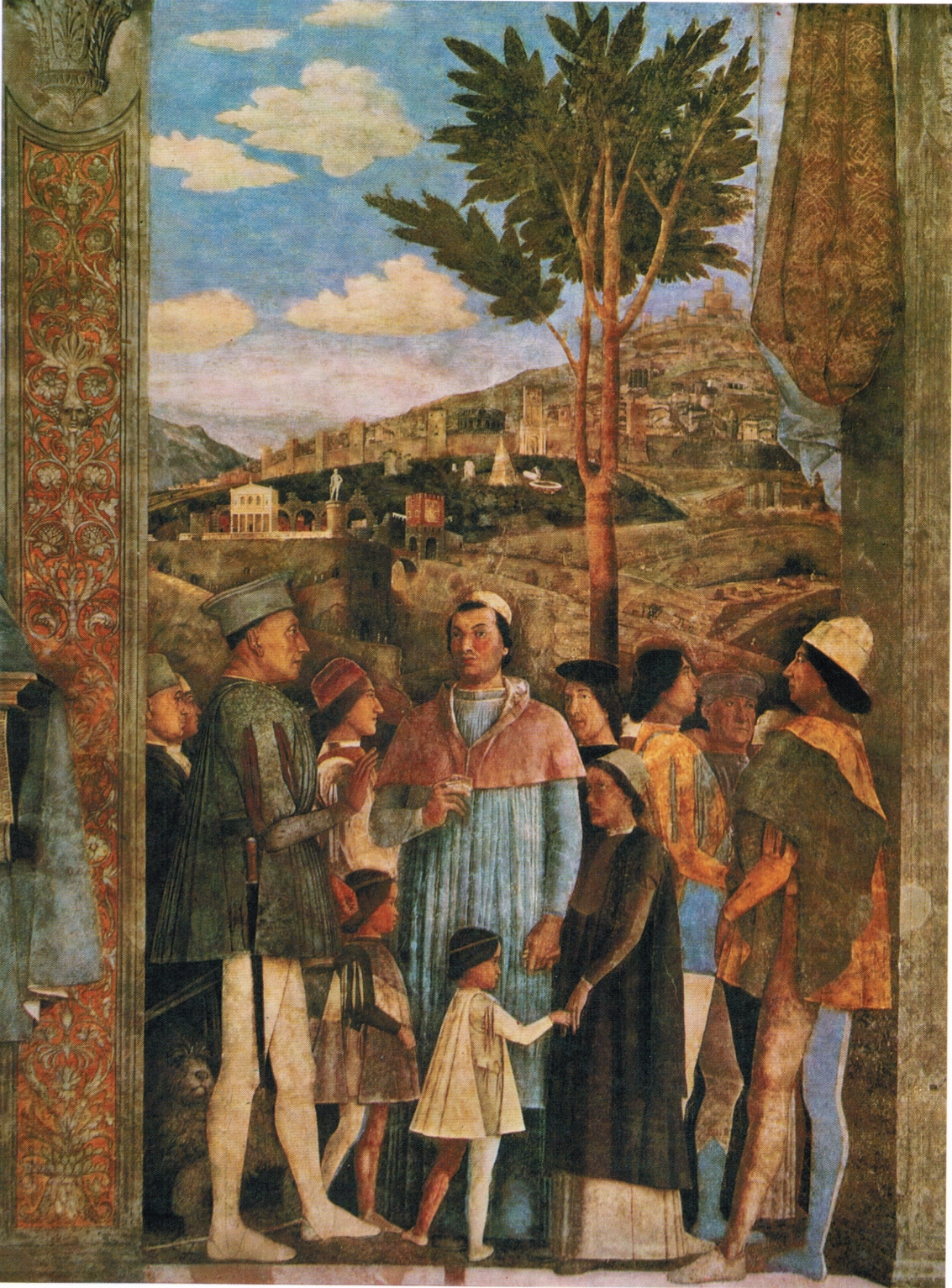
Camera degli Sposi
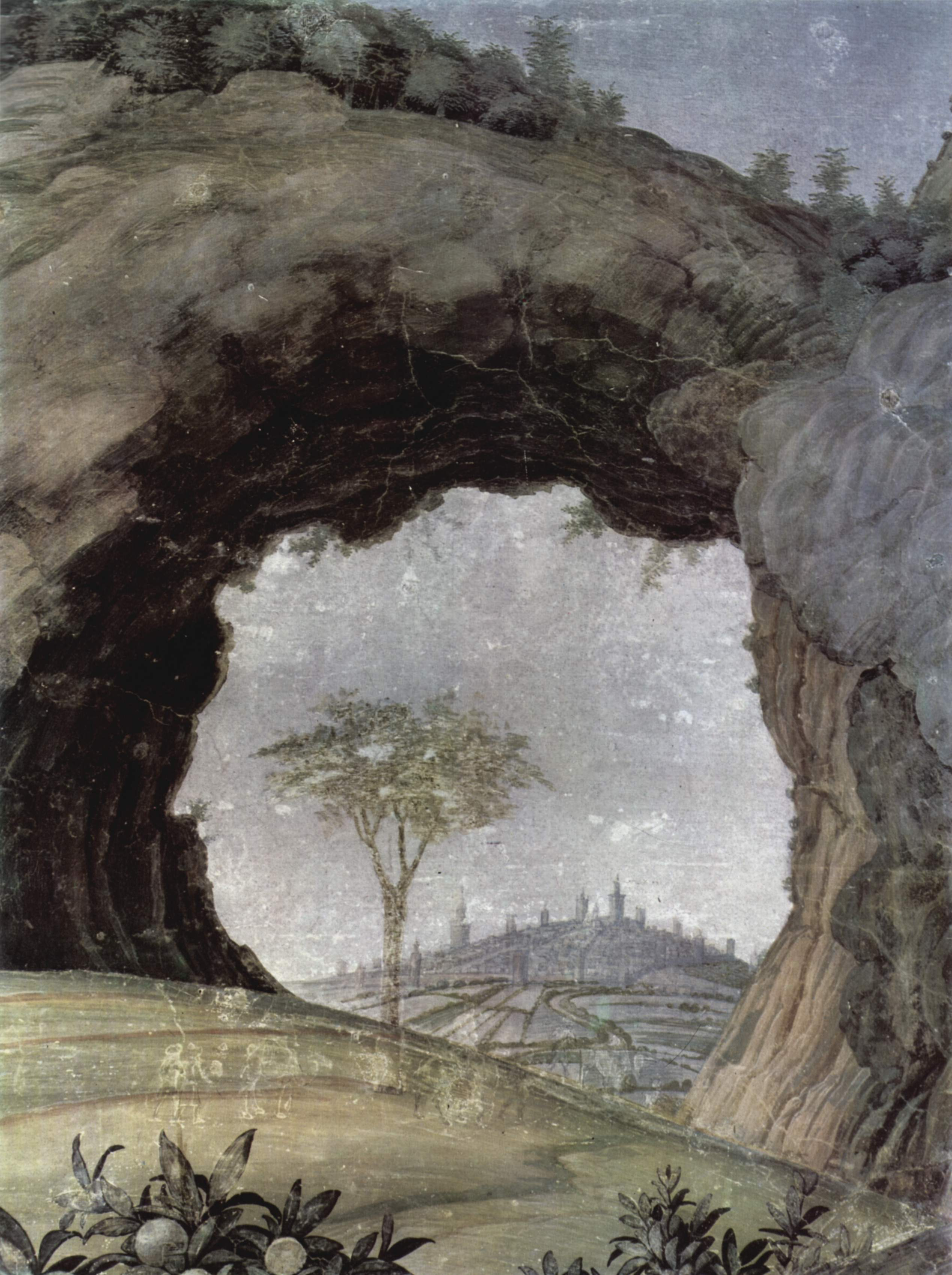
Camera degli Sposi
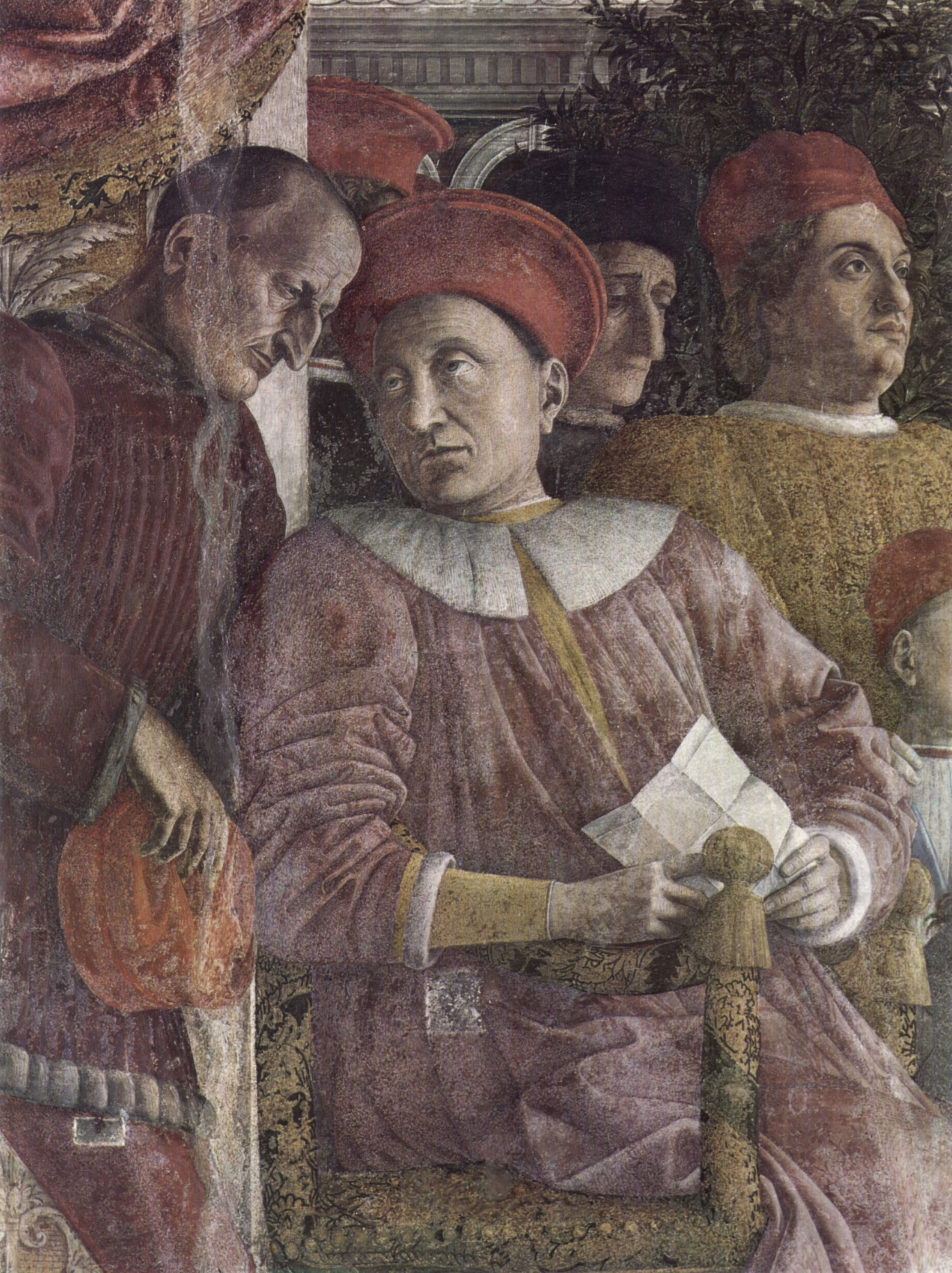
Camera degli Sposi, Ludovico Gonzaga e il segretario Marsilio Andreasi